# Eneide
(Properzio, Elegie, II, 34, 65-66)
L'Eneide (in latino Aeneis) è un poema epico della cultura latina scritto dal poeta Publio Virgilio Marone tra il 29 a.C. e il 19 a.C. Narra la leggendaria storia dell'eroe troiano Enea (figlio di Anchise e della dea Venere) che riuscì a fuggire dopo la caduta della città di Troia, e che viaggiò per il Mediterraneo fino ad approdare dapprima nella grande città di Arpi e successivamente nel Lazio, diventando il progenitore del popolo romano.
Alla morte di Virgilio il poema, scritto in esametri dattilici e composto da dodici libri per un totale di 9896 versi, rimase privo degli ultimi ritocchi e revisioni dell'autore, testimoniate da 58 esametri incompleti (chiamati tibicines, puntelli); perciò nel suo testamento il poeta fece richiesta di farlo bruciare, nel caso in cui non fosse riuscito a completarlo, ma gli amici Vario Rufo e Plozio Tucca, non rispettando le volontà del defunto, salvaguardarono il manoscritto dell'opera e, successivamente, l'imperatore Ottaviano Augusto ordinò di pubblicarlo così com'era stato lasciato.
Enea è una figura già presente nelle leggende e nella mitologia greca e romana, apparendo spesso anche nell'Iliade; Virgilio mise insieme i singoli e sparsi racconti dei viaggi di Enea, la sua vaga associazione con la fondazione di Roma e soprattutto un personaggio dalle caratteristiche non ben definite tranne una grande devozione (pietas in latino), e ne trasse un avvincente e convincente "mito della fondazione", oltre a un'epica nazionale che allo stesso tempo legava Roma ai miti omerici, glorificava i valori romani tradizionali e legittimava la dinastia giulio-claudia come discendente dei fondatori comuni, eroi e dei, di Roma e Troia.
(Proemio)

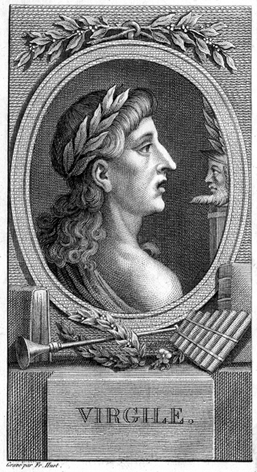
Ritratto di Virgilio, inciso da François Huot (1802).

La divisione in dodici libri esprime la volontà di conciliare due esigenze, quella della brevitas alessandrina (il cui modello sono i quattro libri delle Argonautiche) con la maggior lunghezza del poema classico omerico (Iliade e Odissea, composti da ventiquattro libri ciascuno).
L'orientamento alessandrino verso il poema breve risalta ancor di più se si pensa che i dodici libri di Virgilio rivaleggiano con entrambi i poemi omerici: i primi sei libri rinviano infatti al modello dell'Odissea (il viaggio avventuroso); gli altri sei al modello 
dell'Iliade (la guerra). L'ordine delle vicende, rispetto ad Omero, viene rovesciato e l'avventura viene trattata prima della guerra. Col suo modello Virgilio instaura un rapporto di raffinata competizione innovativa. Il viaggio di Ulisse era un viaggio di ritorno, quello di Enea è un viaggio di rifondazione proiettato verso l'ignoto; la guerra nell'Iliade era una guerra di distruzione, quella di Enea è rivolta alla costruzione di una nuova città e di una nuova civiltà; l'Iliade si concludeva con la disfatta troiana, l'Eneide termina con la vittoria del troiano Enea, che risarcisce il suo popolo della patria perduta.

## Trama

### Il viaggio verso l'Italia (libri I-VI)

#### Libro I

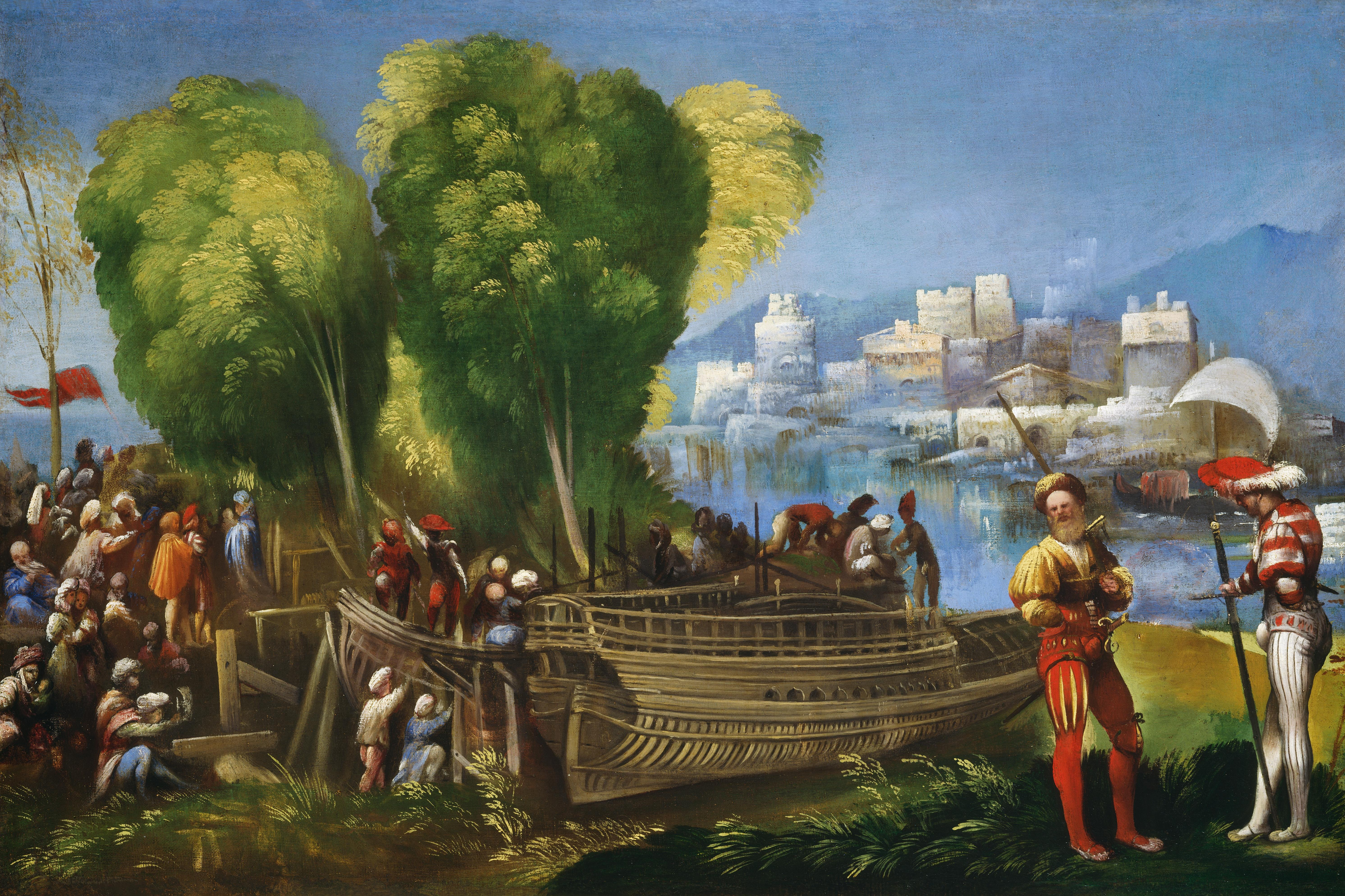
Dosso Dossi, Enea e Acate sulla costa libica (1520 circa; Washington, National Gallery of Art).

Alla maniera omerica, la narrazione, preceduta da un proemio, comincia "in medias res", presentando la flotta troiana nel Mediterraneo mentre naviga guidata da Enea alla volta dell'Italia dove spera di trovare una seconda patria.

Canto le armi e l'uomo che per primo da Troia
venne in Italia profugo per volere del Fato,
sui lidi di Lavinio. A lungo travagliato e su terra
e su mare dalla potenza divina, a causa dell'ira tenace della crudele Giunone,
molto soffrì anche in guerra: finché fondò una città,
e istituì nel Lazio i Penati di Troia,
origine gloriosa per la razza latina e albana, e per le mura della superba Roma.
O Musa, raccontami tu le ragioni di tanto doloroso penare: raccontami l'offesa,
il rancore per cui la regina del cielo costrinse un uomo famoso 
per la propria pietà a soffrire così, a superare tali
fatiche. Di tanta ira sono capaci i Celesti?

Dopo quattro versi di cui gli studiosi, sia antichi sia moderni, hanno ampiamente dibattuto la paternità virgiliana, nel proemio Virgilio dichiara l'argomento del suo poema (Arma virumque cano…, "Canto le armi e l'uomo…") con un'invocazione alla Musa (Musa, mihi causas memora…, "O Musa, ricordami le cause…"). Di seguito, spiega l'origine del conflitto più importante della trama, ovvero il rancore di Giunone nei confronti dei Troiani. Questo tipo di incipit mantiene lo stile di quelli dei poemi omerici, tranne per il fatto che Virgilio prima dichiara il tema del poema, e poi invoca la Musa, mentre in Omero è l'inverso ('Armi canto e l'uomo...', dove le armi richiamano l'Iliade, mentre l'uomo riecheggia l'Odissea).
Enea, esule dalla città di Troia, tenta di raggiungere il Lazio per fondarvi una nuova città e portare in Italia i Penati, per far nascere una stirpe nobile e coraggiosa e una razza che sarà conosciuta e rispettata da tutti i popoli, come stabilito da una profezia. Parte con una flotta di venti navi, nonostante l'opposizione di Giunone. La dea è adirata per tre motivi:
1. perché ha perso la gara di bellezza contro la madre di Enea;
2. perché la sua città favorita, Cartagine, è destinata a essere distrutta dalla stirpe troiana nata da una relazione tra Zeus ed Elettra;
3. perché Ganimede era stato scelto come coppiere al posto di Ebe, la figlia di Giunone.

Dopo sette anni dalla distruzione di Troia, i profughi stanno veleggiando nel Mar Tirreno, al largo della Sicilia, quando Giunone li vede. La dea, al colmo dell'ira, si reca in Eolia, patria dei Venti, da Eolo, che li custodisce tenendoli rinchiusi in un otre all'interno di un massiccio montuoso, per chiedergli di scatenare una tempesta. La dea offre a Eolo Deiopea, la ninfa più bella di Giunone, ma il re dei venti, pur accettando, le ricorda che è comunque suo dovere fare ciò che gli viene richiesto dalla regina degli dei, in quanto il suo potere deriva da lei, indifferentemente dal dono. E il maltempo danneggia pesantemente la flotta, provocando anche l'affondamento della nave dei Lici - alleati dei Troiani -, molti dei quali muoiono annegati, compreso il loro capo Oronte.
Nettuno se ne accorge e, nonostante non sia neppure lui amico dei Troiani, si infuria per l'intrusione di altri nei suoi domini; spinto anche dal rispetto per il valore di Enea, interviene placando i venti e calmando le acque (come un uomo saggio placa una sommossa). La flotta riesce così ad ancorare sulla costa d'Africa, in Libia, nei pressi di una nuova città che sta venendo costruita, Cartagine. Preoccupata per la sorte del figlio, Venere intercede a suo favore presso Giove. Questi la rassicura dicendole che, ottenuta la benevolenza di Giunone, l'eroe vedrà premiati i suoi sforzi, con la prima profezia dell'Eneide (Enea governerà tre anni, il figlio Ascanio Julio trenta, e i suoi discendenti, fino a Romolo e Remo, per trecento; inoltre, la sua stirpe dominerà il mondo e non avrà mai fine). Quindi il re degli dei invia Mercurio a Cartagine, col compito di predisporre i Cartaginesi a una favorevole accoglienza di Enea e i compagni superstiti. Nel frattempo Venere, assunte le sembianze di una giovane cacciatrice, molto somigliante alla dea Diana, si manifesta al figlio per spiegargli la vicenda della città, fondata dai Fenici emigrati dalla propria terra al seguito della regina di Tiro, Didone, fuggita dopo che il fratello Pigmalione le aveva ucciso il marito Sicheo per impadronirsi del regno. Enea si reca dunque fiducioso in quella città, ricevendo ottima accoglienza dalla regina, poiché anch'ella ha patito dolori. Venere, temendo le insidie di Giunone, ordina al figlio Cupido, dio dell'amore, di prendere il posto di Ascanio, il figlio di Enea, assumendone le sembianze, affinché, toccando il cuore della regina, questa si innamori dell'eroe. Didone così offre un importante banchetto ai Troiani e invita Enea a narrare in quella sede le sue traversie.
Sinossi con numero dei versi
| 1-7     | Protasi |
| 8-11    | Invocazione alla Musa |
| 12-33   | Origine dell’odio di Giunone nei confronti dei Troiani, i quali vagano da molti anni per mare |
| 34-91   | Giunone è consapevole che il destino vuole la fondazione di Roma, ma decide comunque di agire contro i Troiani, implorando Eolo di scatenare una tempesta, e questi accetta |
| 92-101  | Enea si spaventa e si lamenta di non essere caduto coi suoi compagni a Troia |
| 102-123 | La nave dei Lici affonda, provocando la morte di quasi tutti gli occupanti |
| 124-156 | Nettuno si accorge della tempesta e si arrabbia coi venti perché hanno agito senza il suo consenso; placa quindi la tempesta, salvando in tal modo le navi |
| 157-179 | Gli esuli si dirigono verso la Libia, dove approdano le sette navi superstiti in una sorta di locus amoenus |
| 180-222 | Enea sale su un’altura per ricercare con lo sguardo i superstiti: scorge un branco di cervi e ne uccide sette, dividendoli poi tra i compagni; rincuora gli stessi e ricorda il destino che lo attende nel Lazio; banchetto e compianto per i compagni perduti |
| 223-296 | Giove guarda dall'alto; Venere chiede a Giove perché non intervenga in aiuto di Enea, e il padre le risponde rassicurandola sul futuro di Enea e della sua stirpe fino ad Ottaviano |
| 297-304 | Giove invia Mercurio perché faccia sì che Cartagine accolga i Troiani |
| 305-417 | Enea al mattino va in esplorazione con Acate; Venere si presenta ai due sotto forma di cacciatrice, ma Enea si accorge che è una dea e le chiede dove si trovino; Venere glielo dice e racconta la storia di Didone (343-368); Enea poi espone la propria storia; Venere lo rassicura sulla sorte delle altre navi e lo invita ad andare da Didone, e poi scompare; i due s’inviano coperti da una nebbia creata da Venere, la quale poi se ne va a Pafo |
| 418-493 | Enea ed Acate osservano la costruzione di Cartagine, e non visti vanno poi in mezzo alla città; vedono le scene della guerra di Troia rappresentate sui rilievi di un tempio |
| 494-578 | Giunge Didone assieme ad alcuni compagni dispersi delle navi troiane: tra questi Ilioneo supplica la regina di accoglierli, e questa accetta con grande magnanimità |
| 579-642 | La nuvola si dissolve ed Enea ringrazia caldamente Didone, mentre questa lo accoglie e fa preparare il convito |
| 643-656 | Enea invia Acate alle navi per prendere Ascanio e i doni da portare alla regina |
| 657-694 | Venere fa prendere a Cupido le sembianze di Ascanio e nasconde il figlio di Enea a Cipro |
| 695-747 | Convito con cantori; Ascanio/Cupido siede in grembo a Didone |
| 748-756 | Didone chiede ad Enea di raccontarle dell’agguato dei Greci e del girovagare seguente |

#### Libro II
(II, 3)

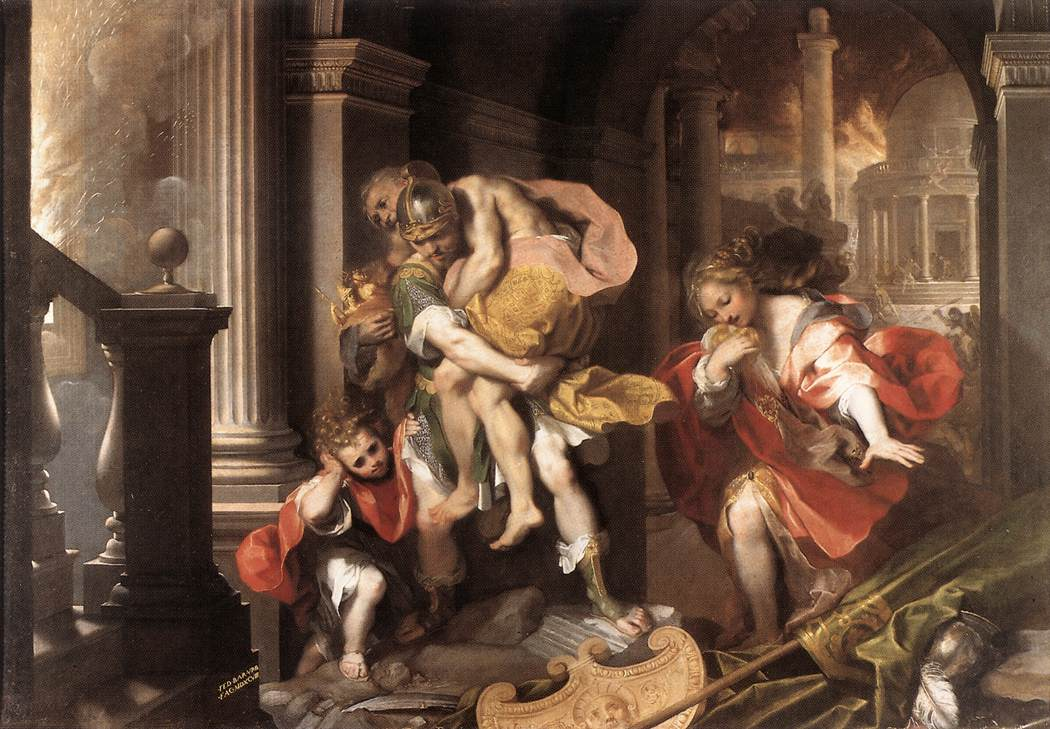
Fuga di Enea da Troia (1598), olio su tela di Federico Barocci (Roma, Galleria Borghese).

Durante il banchetto che viene dato in onore dei Troiani, Enea racconta la sua storia e le sue vicende e i fatti che hanno provocato il fortuito arrivo della sua gente da quelle parti, a partire dalla caduta di Troia. L'astuto Ulisse aveva trovato il modo di riuscire a entrare nella città facendo costruire un enorme cavallo di legno, che avrebbe racchiuso nascosti al suo interno lui e alcuni dei migliori guerrieri greci. I Troiani, all'oscuro di tutto, ingannati peraltro dall'acheo Sinone che aveva millantato loro la partenza dei greci (poi rivelatasi falsa; egli aveva anche fatto credere di essere stato minacciato da Ulisse) e, incuriositi dal cavallo, avevano deciso di trasportarlo dentro le mura della città, incuranti degli avvertimenti di Cassandra, Capi e Laocoonte, che fu per questo stritolato insieme ai due figlioletti da una coppia di serpenti marini inviati da Minerva.
Usciti nottetempo dal cavallo, i guerrieri greci avevano cominciato a mettere Troia a ferro e fuoco. Enea, svegliato all'improvviso dal fantasma di Ettore, aveva visto con orrore che cosa stava succedendo alla sua amata città natale. Radunati alcuni guerrieri, tentò di organizzare la difesa dalla città: il principe frigio Corebo si unì al gruppo, ma cadde ucciso da Peneleo nel tentativo di salvare Cassandra, la figlia di Priamo di cui era innamorato, dalle grinfie dei greci. Il capo troiano assistette anche alla barbara uccisione del re Priamo da parte di Pirro Neottolemo, il figlio di Achille. Allontanatosi dai luoghi più pericolosi, Enea si imbatté nella bella Elena, causa prima di tutta quella rovina e fu preso dal desiderio di ucciderla, ma venne fermato dalla madre Venere, che gli disse che la caduta di Troia era voluta dagli dei, e gli consigliò invece di fuggire e di uscire dalla città insieme alla sua famiglia. Egli aveva quindi capito che i suoi parenti stavano correndo un grave pericolo ed era corso da loro. Enea racconta quindi la sua fuga col figlio Iulo sul cui capo era comparso un prodigio luminoso e il vecchio padre Anchise caricato sulle proprie spalle, mentre sua moglie Creusa non era riuscita a rimanere assieme con loro ed era perita nella catastrofe generale: apparve come ombra a Enea che la cercava, raccomandandogli di vigilare sempre sul loro figlioletto.
Sinossi con numero dei versi
| 1-13    | Enea comincia il racconto |
| 13-233  | Racconto del cavallo di legno; Laocoonte si scaglia contro di esso; racconto del giovane acheo ‘abbandonato’ (77-144), il quale spiega perché il cavallo sia stato costruito; Laocoonte e i propri figli vengono stritolati da serpenti                                                                                       |
| 234-249 | I Troiani portano il cavallo in città |
| 250-267 | Cala la notte e gli Achei escono dal cavallo di legno dilagando per la città |
| 268-297 | Ettore appare in sogno ad Enea e gli dice di fuggire |
| 298-317 | Enea si affaccia dalla finestra, vede la città in fiamme ed esce per combattere |
| 318-385 | Panto racconta a Enea degli scontri; Enea si unisce ad altri troiani e va a combattere |
| 386-430 | Corebo propone di indossare armi achee per ingannare i nemici; successi del gruppetto, ma poi vengono bersagliati dalle frecce troiane e molti muoiono (tra cui, Panto, Rifeo e lo stesso Corebo) |
| 431-505 | I superstiti vanno al palazzo di Priamo e provano a resistere all'assedio, ma Pirro e i Mirmidoni sfondano le porte: i Greci entrano e fanno strage |
| 506-558 | Racconto della fine di Priamo, trucidato da Pirro |
| 559-634 | Enea vuole punire Elena, ma gli si presenta Venere e lo esorta a cercare padre, moglie e figlio per andarsene mentre Troia viene distrutta |
| 635-720 | Anchise non vuole allontanarsi; Enea, Creusa e Ascanio lo pregano fortemente, ma il vecchio è ostinato; Enea decide allora di tornare a combattere, ma Creusa gli si fa avanti, e in quel momento compare una fiamma sulla testa di Ascanio: Anchise allora esulta, Giove conferma il presagio e il vecchio decide di partire |
| 721-794 | Enea prende in spalla il padre e per mano il figlio: nel lasciare la città si accorge che Creusa non è più con loro: decide quindi di tornare a cercarla, ma questa le appare come un fantasma e lo esorta ad andarsene da Troia, predicendogli un futuro radioso                                                             |
| 795-804 | Enea torna dai suoi e scopre con gioia che il numero di fuggitivi è molto aumentato |

#### Libro III

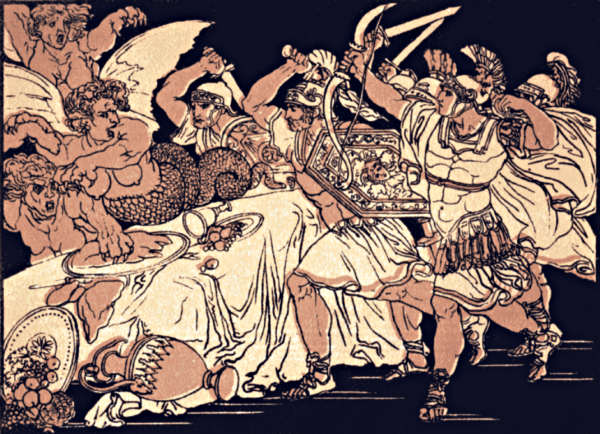
Enea e le Arpie, incisione di Bartolomeo Pinelli (anni 1880).

Enea racconta come, dopo aver radunato molti altri sopravvissuti (troiani e loro alleati) avesse costruito una flotta di navi: con queste era approdato in varie zone del Mediterraneo, tra le quali il Chersoneso Tracico e l'isola di Delo. Durante la prima tappa è significativo l'incontro con un cespuglio sanguinante, contenente "l'anima insepolta" di Polidoro (il figlio di Priamo e di Ecuba), fatto uccidere dall'avido Polimestore, il quale voleva impossessarsi delle sue ricchezze. Enea ordinò ai suoi compagni di provvedere alla tumulazione per il principe troiano, permettendogli così di poter accedere finalmente all'Ade. Nella seconda, invece, Enea chiese all'oracolo di Apollo quale fosse la nuova terra dove avrebbe dovuto portare i superstiti Troiani. Apollo rispose: "Cercate l'antica madre; qui la stirpe d'Enea dominerà su tutte le terre e su tutti i discendenti" (lat. "... antiquam exquirite matrem. Hic domus Aeneae cunctis dominabitur oris et nati natorum et qui nascentur ab illis"). Anchise, il padre di Enea, credette che la terra d'origine dei Troiani fosse l'isola di Creta, da dove sarebbe partito il capostipite Teucro: i Troiani con i loro capi vi si recano e fondano una città; ma qui gli dei Penati di Troia apparvero in sogno all'eroe spiegandogli che l'"antica madre" non era Creta, ma la (misteriosa) città di Corythus in Italia (variamente identificata con diverse città etrusche; l'identificazione con Cortona risale a Silio Italico, 4.718-21 e 5.123): "lì nacque Dardano da cui deriva la nostra stirpe" (vv. 161-171).
Enea approdò poi nelle isole Strofadi dove venne perseguitato dalle Arpie che le abitavano. Qui l'Arpia Celeno gli profetizzò che sarebbe arrivato in Italia ma per la fame avrebbe dovuto mangiare anche le "mense". Un altro luogo dove poi s'era recato Enea era stato Butroto nell'Epiro (nell'odierna Albania), una città costruita da profughi a somiglianza di Troia. Qui aveva incontrato Andromaca, moglie di Ettore, che aveva ancora una volta pianto con lui per aver perduto il suo eroico marito e il suo figlio adorato, Astianatte. Enea incontrò anche il nuovo sposo della donna, Eleno figlio di Priamo, dotato del dono della profezia. Per suo tramite, Enea ebbe conferma che doveva recarsi in Italia. Eleno gli consigliò anche di recarsi a Cuma dalla famosa Sibilla. Enea aveva così lasciato Butroto rimettendosi in mare. Superate le insidiose Scilla e Cariddi e sbarcato con la flotta in Sicilia, scampò con i suoi uomini ad un attacco del ciclope Polifemo, salvando anche Achemenide, un superstite compagno di Ulisse. Ripreso il mare, nel corso della navigazione, Enea e i suoi giunsero a Drepano (l'odierna Trapani), dove morì Anchise stremato da tanti viaggi. Stavano dirigendosi verso il Lazio quando Giunone fece scatenare la tempesta che li avrebbe poi portati a Cartagine.
Sinossi con numero dei versi
| 1-12    | Partenza degli esuli |
| 13-68   | Fondazione di Eneade in Tracia; mentre raccoglie rami per i sacrifici, Enea vede del sangue che cola dall'arbusto: l'anima di Polidoro, imprigionata nelle fronde, gli dice di andarsene da quelle terre; funerale per Polidoro                                 |
| 69-123  | Partenza per un’isola delle Cicladi (Delo) retta dal re-sacerdote Anio: qui un oracolo di Apollo indica ai troiani dove dirigersi; Anchise propone di andare a Creta                                                                                            |
| 124-189 | Partenza; fondazione di un'altra città, ma arrivo di una pestilenza; in sogno ad Enea compaiono i Penati che gli riportano un oracolo di Apollo secondo il quale i profughi devono muoversi ancora, verso l'Esperia; Enea riferisce ad Anchise                  |
| 190-267 | Partenza; tempesta gigantesca che spinge i troiani alle Strofadi, dove incontrano le Arpie; banchetto con gli armenti del luogo, rovinato dalle donne-mostro; altro banchetto e medesimo risultato; terzo banchetto, stavolta con battaglia; profezia di Celeno |
| 268-300 | Partenza; isole del basso Adriatico e approdo vicino ad Azio; successivo approdo a Butroto dove regna Eleno, che ha sposato la vedova di suo fratello Ettore, Andromaca                                                                                         |
| 301-505 | Enea a Butroto incontra Andromaca; arriva Eleno che li accoglie nel palazzo; Enea chiede vaticini ad Eleno, il quale gli profetizza il futuro; scambio di doni tra i superstiti e saluti                                                                        |
| 506-587 | Partenza per l'Italia; approdo in terre greche e subitanea ripartenza dopo i sacrifici; arrivo nei pressi di Cariddi e approdo sulle spiagge dei Ciclopi, presso l'Etna                                                                                         |
| 588-681 | Episodio di Achemenide, il quale prega i Troiani di prenderlo con loro, raccontando di Ulisse e del Ciclope; comparsa di Polifemo e fuga dei Troiani |
| 682-715 | Navigazione presso le coste siciliane; approdo a Trapani, dove Anchise muore; parte finale del viaggio |
| 716-718 | Conclusione del racconto |

#### Libro IV

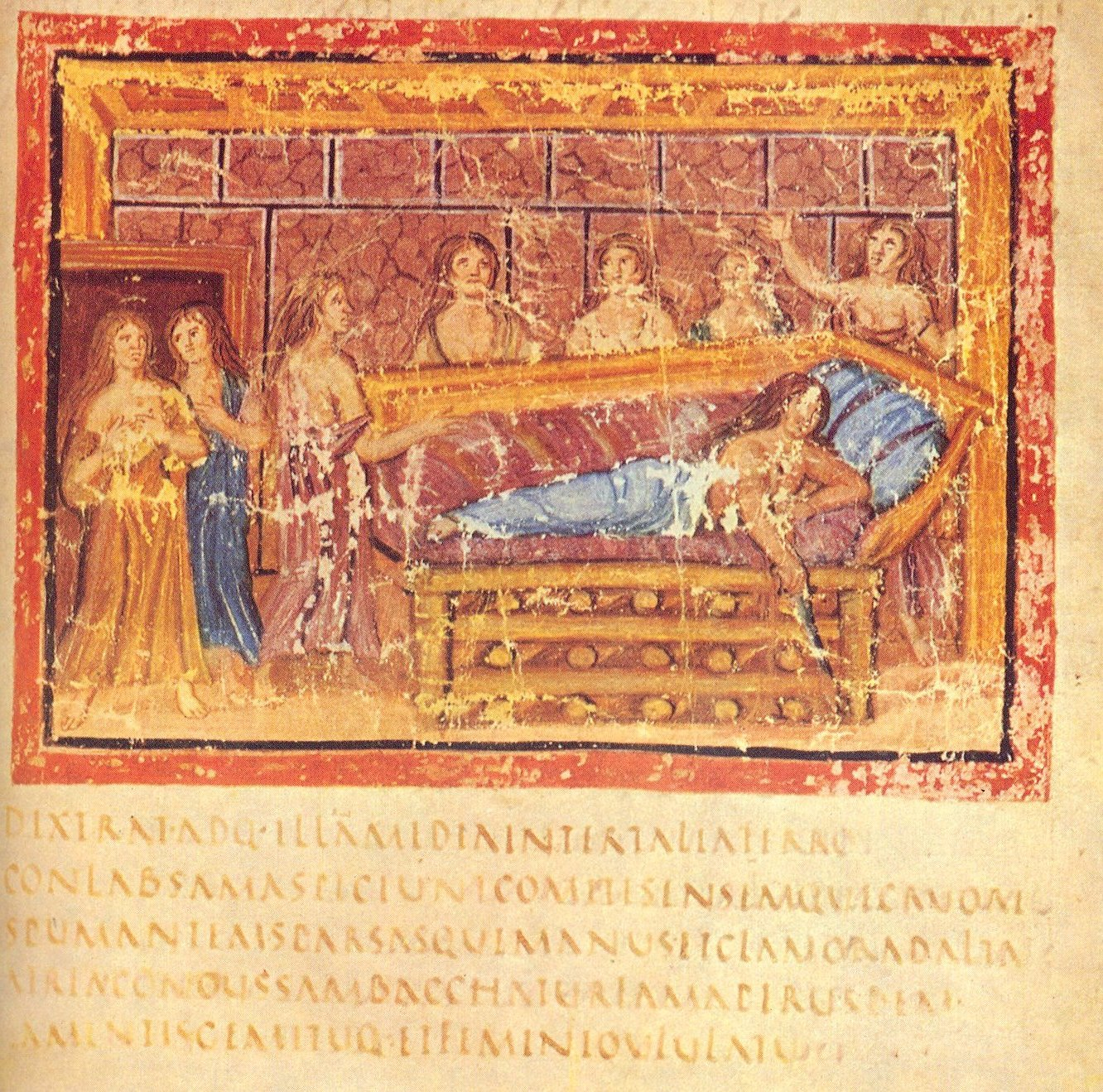
Morte di Didone, miniatura del Virgilio vaticano, V secolo.

Didone, regina di Cartagine, si rivolge alla sorella Anna, ammettendo i sentimenti per Enea, che ha riacceso l'antica fiamma d'amore ("Agnosco veteris vestigia flammae"), il solo per cui violerebbe la promessa di fedeltà eterna fatta sulla tomba del marito Sicheo. Anna riesce a persuaderla: la sorella è infatti sola e ancora giovane, non ha prole e ha troppi nemici intorno. Il sostegno di un guerriero come Enea può servire molto a una città ancora debole come Cartagine. Didone allora non sente più remore e, date le parole di Anna, lascia che la passione amorosa per Enea la pervada completamente. Immolata una giovenca al tempio, la regina riconduce Enea nelle mura. È notte. Giunone allora propone a Venere di combinare tra i due giovani il matrimonio. Venere, che intuisce il disegno di sviare Enea dall'Italia, accetta, pur facendo presente a Giunone la probabile avversità del Fato. L'indomani stesso, Didone ed Enea partono a caccia, ma una tempesta li sconvolge: si rifugiano così in una spelonca, consacrando il rito imeneo. La Fama, mostro alato, avverte del connubio Iarba, pretendente respinto di Didone e re dei Getuli, che invoca Giove. Il padre degli dei invia il suo messaggero Mercurio a ricordare a Enea la fama e la gloria che attendono la sua discendenza. Enea allora chiama i suoi compagni, arma la flotta e si appresta a partire, pensando al modo più agevole di comunicare la decisione a Didone. Ma la regina, già informata dalla Fama, corre infuriata da Enea, biasimandolo di aver cercato di ingannarla e ricordandogli del loro amore e della benevolenza con cui l'aveva accolto, rinfacciandogli poi di non avere neppure coronato il loro sentimento con un figlio. Enea, pur riconoscendole i meriti, spiega che non può rimanere, perché è obbligato e continuamente sollecitato dagli dei e dall'ombra del defunto padre Anchise a cercare l'Italia (Italiam non sponte sequor, v. 361). Ritornato alla flotta, rimane impassibile alla rinnovata richiesta di trattenersi mossa da Anna e alle maledizioni di Didone, che è perseguitata dal dolore con continue visioni maligne. Riferita la decisione di dedicarsi alle arti magiche per alleviare tante pene, la regina ordina quindi alla sorella di mettere al rogo tutti i ricordi e le armi del naufrago nella sua casa e invoca gli dei. Così, nella notte, mentre la regina escogita il modo e il momento del suicidio per porre fine a tanti affanni, Enea, avvertito in sonno, fugge immediatamente da quella terra. All'aurora, con la vista del porto vuoto, Didone invoca gli dei contro Enea, maledicendolo e augurandogli sventure, persecuzioni e guerra eterna tra i loro popoli. Giunta sulla pira funeraria, si trafigge con la spada di Enea, mentre le ancelle e la sorella invocano disperate il suo nome. Giunone poi invia Iride a sciogliere la regina dal suo corpo e a recidere il capello biondo della sua vita. Voltandosi indietro dal ponte della sua nave, Enea vede il fumo della pira di Didone e ne comprende chiaramente il significato: tuttavia il richiamo del destino è più forte e la flotta troiana fa vela verso l'Italia.
Sinossi con numero dei versi
| 1-55    | L’amore di Didone avvampa; colloquio con la sorella Anna, la quale le consiglia di sposare Enea, anche per il bene di Cartagine |
| 56-73   | Offerte agli dei, in particolare Giunone, da parte di Didone |
| 74-79   | Didone porta con sé Enea tra i lavori della città; convito serale |
| 80-89   | Cala la notte |
| 90-128  | Giunone s’accorge dell’amore di Didone e propone a Venere il matrimonio tra i due, ma quest’ultima s’avvede dei pensieri dell’altra e propone di andare da Giove; Giunone però ha già un piano per unirli e lo espone all’altra, la quale assente |
| 129-159 | Sorge l’alba; preparativi e partenza per la caccia |
| 160-172 | Scoppia un temporale; Didone ed Enea si appartano in una grotta |
| 173-244 | La Fama vola di città in città; il re Iarba, vecchio pretendente di Didone, si lamenta con Giove; quest’ultimo invia allora Mercurio presso Enea ad intimargli di andarsene                                                                       |
| 245-278 | Mercurio va da Enea e lo rimprovera |
| 279-295 | Enea resta dubbioso se rivelare il tutto a Didone; decide poi di preparare la flotta in segreto |
| 296-392 | Didone presagisce tutto ed attacca Enea nella disperazione; Enea prova a giustificarsi, ma Didone lo tratta ancora più duramente, lo maledice e se ne va                                                                                          |
| 393-407 | Enea torna alla flotta che è in preparazione per la partenza |
| 408-449 | Didone guarda tutto da lontano e si dispera; invia Anna presso Enea per chiedergli di restare ancora un po’, ma lui non acconsente |
| 450-521 | Disperazione di Didone; la regina decide di morire e dice alla sorella di voler distruggere le cose lasciate da Enea; Didone si prepara a morire                                                                                                  |
| 522-553 | Cala la notte; ancora affanni di Didone |
| 554-583 | Enea, pronto a partire, si addormenta e gli appare in sogno Mercurio che lo esorta a non indugiare; Enea sveglia i compagni e parte |
| 584-671 | Sorge l’alba; Didone scorge le vele in lontananza e si dispera, maledicendo il viaggio e il futuro dei Troiani; fa chiamare Anna dalla nutrice di Sicheo; si ferisce mortalmnete con la spada regalatale da Enea; forti grida nella città         |
| 672-705 | Disperazione di Anna per la sorella morente; Giunone invia Iride a porre fine alla sofferenza di Didone. |

#### Libro V

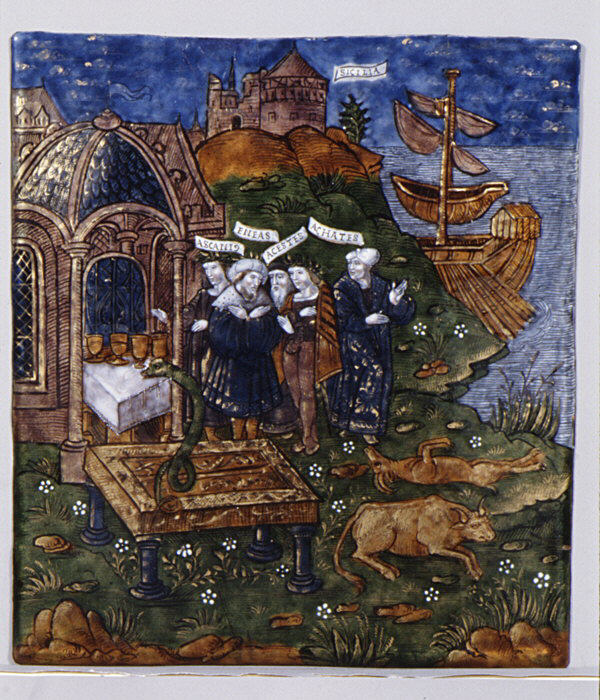
Miniatura dal quinto libro dell'Eneide, con Enea e i suoi compagni presso la tomba di Anchise.

Enea con le navi tiene deciso la rotta, ma il cielo è pieno di enormi nubi minacciose, che danno presagio di un oscuro temporale. Palinuro, il timoniere della nave di Enea, è spaventato e teme che la flotta non riesca ad arrivare in Italia. Accorgendosi che la tempesta sta portando le navi verso le coste sicule, Enea decide di approdarvi. I troiani sbarcano presso Erice dove il re Aceste lietamente li accoglie e offre il suo aiuto.
L'indomani, Enea parla ai compagni per informarli della commemorazione per l'anno trascorso dalla morte del padre Anchise, trovandosi inoltre vicini alle sue ceneri e ossa. Egli vuole celebrare l'onore, invocare i venti e gli onori nei tempi a lui dedicati con un banchetto ai Penati e coi giochi funebri, quali corsa di navi, a piedi, lancio del giavellotto e con frecce, mettendo in palio splendidi premi. Dopo aver chiesto due capi di buoi per ogni nave, cosparge le sue tempie con mirto sacro e raggiunge il tumulo. Glorifica quindi con due coppe di vino, due di latte e con fiori purpurei la terra e si rivolge al padre, salutandolo e rammaricandosi di averlo perso prima di aver raggiunto l'Italia. Subito però, un enorme serpente appare strisciando, gustando le vivande disposte per il sacrificio. Stupito, immola due pecore, seguite dalle offerte dei suoi compagni.
Arrivata l'aurora, tutti si apprestano a gareggiare. Prima dell'inizio, Enea pone al centro dell'arena, in vista, i doni: tripodi, corone, palme, armi, vesti purpuree, talenti d'oro e d'argento.
La tromba suona e si dispongono per la prima gara, una regata, quattro navi: Pristi di Mnesteo, Chimera del giovane Gia, Centauro di Sergesto e Scilla di Cloanto. Enea pone allora sullo scoglio dirimpetto alla riva una verde meta di elce frondoso. Ricevuto il segnale, partono. Se dapprima sono tutti a pari merito, Gia supera e guadagna la prima posizione, seguito da Cloanto. Menete, il timoniere della Chimera, raggiunta la roccia, non riesce a virare velocemente, scatenando la furia del comandante che getta il compagno maldestro in mare, tra le risate dei Teucri, per essere poi superato dalle altre navi. Ma la Centauro di Sergesto, intento a sorpassare la nave di Mnesteo, si incastra in uno scoglio. La Pristi ora gode quindi del secondo posto, quasi vicino al primo della Scilla. Il furbo Cloanto, accorgendosi dell'abilità dell'avversario, fa un voto con promessa di sacrificio di un toro in caso di trionfo. Gli dei spingono così vento propizio e la nave giunge vittoriosa al traguardo. Radunati tutti i comandanti Enea consegna allora al vincitore porpora con fregi, al secondo una pesante corazza intrecciata d'oro e al terzo due catini bronzei e due coppe d'argento. Solo più tardi giunge Sergesto con la nave danneggiata e, per il coraggio dimostrato, si aggiudica Foloe, una schiava coi suoi due figli gemelli.
Enea raduna allora Teucri e Sicani per la gara di corsa su una piana erbosa. Vi partecipano i due giovani troiani Eurialo e Niso, amici inseparabili, il principe dei Teucri Diore, e i Sicani Salio (un giovane di origine acarnana), Patrone, Elimo e Panope. Rassicurandoli dei premi sicuri per tutti di due frecce, del ferro e un bipenne, espone quelli per i tre migliori: un cavallo per il primo, faretra e frecce al secondo e al terzo un elmo argolico. Niso si porta subito al comando, inseguito da Salio, Eurialo, Elimo, Diore. Ma, quasi alla fine, Niso scivola sul sangue dei giovenchi immolati e, per impedire la vittoria a Salio, si rialza proprio davanti a lui, che scivola a sua volta. Eurialo, Elimo e Diore ritirano i premi, che però vengono anche concessi ai due atleti non classificati: per Niso uno scudo, a Salio un'enorme pelle di leone.
Nella disciplina successiva si battono i pugili: i premi consistono in un giovenco ornato d'oro al vincitore, e al vinto spada e elmo. Subito si propone il maturo troiano Darete, che in passato aveva atterrato immediatamente Bute, re dei Bebrici. Inizialmente nessuno vuole sfidare il possente Darete, che superbo pretende subito la vittoria a tavolino. Insoddisfatto da un tale epilogo Aceste offre la pugna ad Entello che orgoglioso accetta, benché più vecchio di Darete; egli butta al centro dell'arena i propri cesti, ereditati dal suo maestro Erix, il colossale fratellastro di Enea, che fu sconfitto e ucciso da Eracle. A tale vista tutti stupiscono: quei cesti sono enormi, quelli di Darete sono ben minori; a tale confronto si ricusa. Dunque Entello offre al troiano una sfida ad armi pari: che entrambi rinuncino ai proprii cesti, utilizzandone invece altri eguali, provvisti da Enea; questa sfida stavolta viene accettata. Entello passa dalla difesa all'attacco ed infligge all'avversario una lezione durissima, dedicando il duello vittorioso alla memoria di Erice.
Inizia quindi la gara con l'arco, a cui partecipano Ippocoonte (fratello di Niso), Mnesteo, Euritione e Aceste. La gara consiste nel centrare una colomba volante posta sulla sommità dell'albero maestro della nave di Sergesto. Se Ippocoonte fallisce completamente, Mnesteo colpisce il filo di lino a cui il volatile è appeso, dando modo a Euritione di trafiggerlo in pieno. Aceste, già perdente, lancia comunque il dardo: questo brucia al contatto con la canna, per poi tracciare una via con le fiamme e sparire nel vento. Attoniti, tutti accolgono il segno come un presagio favorevole ed Enea cinge Aceste d'alloro, invitando poi il servo Epitide a chiamare Iulo per la parata dei fanciulli, guidata da Ascanio su un cavallo regalatogli da Didone, e dal suo migliore amico Ati, avo di Ottaviano.
Giunone manda Iride a spirare venti sulla flotta di Enea. Scesa veloce sulla terra, si trasforma in Beroe e comunica alle mogli dei Troiani di erigere le mura proprio nella città, essendo stata avvertita della volontà divina dall'immagine di Cassandra, in sogno. Le invita inoltre a bruciare le navi e, afferrato un tizzone, lo scaglia. Ma Pirgo, la vecchia nutrice dei figli di Priamo, capisce che non si tratta di Beroe. La dea subito si dissolve levandosi in alto e le altre donne, già dubbiose, interpretando questo come un segno divino, iniziano a dar fuoco alla flotta. Vulcano, dio del fuoco, infuria. Eumelo riferisce il misfatto; Ascanio è avvisato per primo e raggiunge il campo delle donne, rimproverandole fortemente. Enea e i Teucri sopraggiungono altrettanto velocemente, ma le donne per timore fuggono e, rinnegando Giunone, il loro gesto e la luce, si rifugiano in selve e grotte. Intanto le fiamme divampano e l'acqua versata per placarle non riesce a domarle. Il figlio di Venere allora invoca Giove e subito una tempesta con violenti scrosci di pioggia pone fine all'incendio e salva quindici imbarcazioni su diciannove.
Dopo questi avvenimenti Enea, ancora una volta dimentico dei Fati, cade nell'incerto se stabilirsi in Sicilia o cercare il Lazio. In quel momento Naute lo sprona a perseguire anche con la sofferenza il volere del Fato e gli consiglia di affidare a quella città, in seguito Acesta, la sorte dei compagni in soprannumero, in prevalenza donne e vecchi stanchi delle peregrinazioni. Si viene comunque a creare una compensazione con alcuni sudditi di Aceste (tra cui Salio) che decidono di aggregarsi ad Enea.
Sempre più pensieroso, Enea vede nella notte la figura di Anchise mandato da Giove che lo invita a sottomettersi al destino: gli ordina di recarsi, prima che in Italia, alle sedi infere di Dite, nel profondo Averno, nell'Elisio, con l'aiuto di una sibilla.
Avvertiti i compagni, Enea circoscrive con un aratro la città, dove regnerà gente di stirpe troiana e dove Aceste porrà senato e leggi. Fondano anche un tempio nei pressi di un bosco, istituendo un sacerdozio in onore di Venere. Dopo aver banchettato nove giorni, attendono che i venti siano favorevoli e, prima di partire, immolano tre vitelli a Erice, un agnello a Tempeste e sciolgono gli ormeggi. Con la tristezza e il conforto della città fondata, salpano, e gettano come nuovo rito i visceri in mare.
Venere, preoccupata, si rivolge a Nettuno, riferendogli dell'implacabile ira di Giunone, che tanto assilla suo figlio nonostante le molteplici vendette già attuate e affidandogli la salvezza delle navi troiane sino al Tevere. Il dio l'asseconda, preannunciandole la morte di uno solo tra i compagni di Enea. Venere si rallegra.
Giunge la notte; mentre i marinai si apprestano a dormire, il dio Sonno tenta Palinuro, che dapprima resiste ma finisce poi per cadere in mare. La nave continua a viaggiare per mare, mentre Palinuro invano chiama i compagni Avvicinatosi agli scogli delle sirene, Enea nota con suo dispiacere l'assenza del nocchiero, prende il controllo dell'imbarcazione e spera che il compagno approdi un giorno su qualche spiaggia ignota, timoniere troppo fiducioso nel cielo e nel mare.
Sinossi con numero dei versi
| 1-41    | Navigazione troiana; tempesta in seguito alla quale le navi approdano in Sicilia, accolte da Aceste |
| 42-113  | Enea indice le onoranze funebri per Anchise, a cui partecipano sia i troiani sia gli abitanti del posto |
| 114-285 | Gara delle navi, vinta da Cloanto |
| 286-361 | Gara di corsa, vinta da Eurialo |
| 362-484 | Gara di pugilato tra Darete e Entello, vinta dal secondo |
| 485-544 | Gara con l’arco, vinta da Aceste grazie ad un prodigio (altrimenti avrebbe vinto Euritione) |
| 545-603 | Sfilata dei fanciulli a cavallo |
| 604-699 | Giunone invia alle navi Iride, la quale si presenta sotto forma umana alle donne troiane e le sobilla a bruciare le navi, in modo da stabilirsi lì senza ulteriori peregrinazioni; Pirgo si accorge che la donna è in realtà una dea, ma dopo la titubanza iniziale, dopo che Iride se n’è andata, danno fuoco alle navi; Ascanio si dirige verso il rogo; tornate in sé, le donne si nascondono nei boschi per il rammarico e la vergogna; Enea invoca l’aiuto di Giove, il quale manda una pioggia torrenziale; l’incendio costa la perdita di quattro navi |
| 700-720 | Enea non sa se stabilirsi nel luogo o andare avanti; il vecchio Naute gli consiglia di lasciare lì in Sicilia le donne che non se la sentono di proseguire |
| 721-745 | Cala la notte; Anchise appare ad Enea dicendogli di seguire il consiglio di Naute e di scendere agli inferi per incontrarsi con lui |
| 746-763 | Enea chiama i compagni per informarli di tutto |
| 763-778 | Commiato tra le due parti troiane |
| 779-826 | Venere prega Nettuno di concedere un viaggio tranquillo e questi la rassicura dicendo che esigerà una sola vittima, avviandosi poi verso il mare |
| 827-871 | Navigazione dei Troiani; cala la notte e il dio Sonno si presenta a Palinuro sotto forma umana invitandolo a dormire; al rifiuto di quest’ultimo, il Sonno lo addormenta con l’acqua del Lete facendolo cadere in mare; la nave procede comunque tranquilla; Enea si accorge dell’accaduto e guida la nave oltre gli scogli delle Sirene |

#### Libro VI

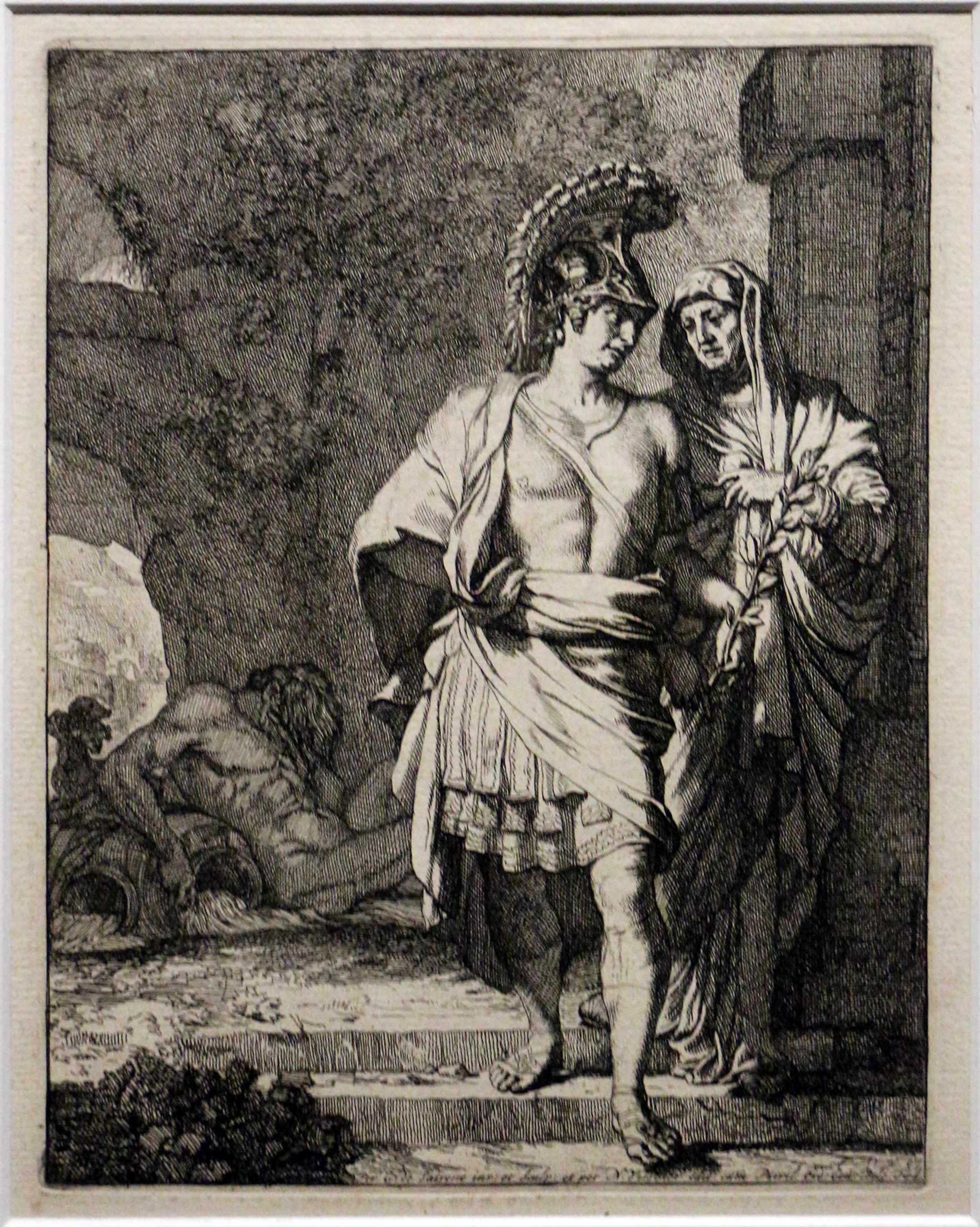
Gerard de Lairesse, Enea e la Sibilla Cumana, (1670; Maastricht, Bonnefantenmuseum).

Enea e i suoi compagni sbarcano a Cuma, in Campania, dove l'eroe, memore dei consigli di Eleno, si reca nel tempio di Apollo. La somma sacerdotessa di Apollo, la Sibilla Deifobe, figlia di Glauco, invasata dal dio durante il vaticinio, gli rivela che riuscirà ad arrivare nel Lazio, ma per ottenere la nuova patria dovrà affrontare odi e guerre, essendo inviso a Giunone: ella profetizza anche la comparsa di un nuovo Achille (che si rivelerà poi Turno). Su sua richiesta, la Sibilla guida Enea nel regno del dio Ade, ovvero l'Aldilà secondo la religione greca e romana. Prima di entrare nell'Ade vero e proprio Enea deve procurarsi nel bosco un ramo d'oro da offrire a Proserpina; l'eroe e la Sibilla devono passare quindi su una delle due rive del fiume Acheronte, attraversando la zona dove vagano senza pace tutte le anime dei morti rimasti insepolti, e qui incontrano Palinuro, che narra del suo assassinio e del suo corpo lasciato insepolto dai Lucani (Nunc me fluctus habet versantque in litore venti). Supplica poi Enea di cercare i suoi resti o di aiutarlo ad attraversare il fiume: la Sibilla gli dice che è inutile sperare di mutare i fati divini con la preghiera (desine fata deum flecti sperare precando); poi, per mitigare l'amarezza del pilota, gli rivela che presto avrà comunque un suo tumulo sepolcrale (che darà pace alle sue ossa e consentirà finalmente alla sua ombra di varcare il fiume infernale). Caronte, lo psicopompo dell'Ade, ostacola il loro ingresso a bordo della sua barca, sostenendo che i vivi finora traghettati sono stati per lui grave fonte di problemi. Quando però gli mostrano il ramo d'oro, chiave degli inferi che portano con loro, acconsente a trasportarli. Dopo aver superato l'ostacolo di Cerbero, Enea e la sacerdotessa incontrano prima le anime di molti troiani caduti in guerra, come Medonte, poi quelle dei suicidi per amore (nei campi del pianto, lugentes campi): tra queste v'è anche Didone, che reagisce gelidamente al passaggio di Enea, il quale scoppia in un pianto disperato. Giunti alla diramazione tra la via per il Tartaro e quella per i Campi Elisi, incontrano l'ombra del poeta Museo, che porta Enea da Anchise: Enea tenta invano di abbracciare il padre per tre volte. Anchise spiega dunque ad Enea la dottrina di cicli e rinascite che sostiene l'universo, e gli mostra le ombre dei grandi uomini che rinasceranno nella città che Enea stesso con la propria discendenza contribuirà a fondare, ovvero i grandi personaggi di Roma, come Catone e Fabio Massimo: molti popoli - afferma Anchise in un noto passo - otterranno gloria nelle belle arti, nella scienza o nel foro, ma i Romani governeranno il mondo con la sapienza delle leggi, perdonando i vinti e annientando solo chi si opporrà: Tu regere imperio populos, Romane, memento / (hae tibi erunt artes) pacique imponere morem / parcere subiectis et debellare superbos (Aen. VI, 851-53). Dopo che Anchise ha profetizzato la prematura morte del nipote di Augusto, Marcello, Enea e la Sibilla risalgono nel mondo dei vivi, passando per la porta dei sogni.
Sinossi con numero dei versi
| 1-13    | Arrivo a Cuma; Enea cerca la Sibilla |
| 14-33   | Racconto sulla fondazione del tempio da parte di Dedalo e descrizione di esso |
| 33-41   | Acate conduce la Sibilla Deifobe da Enea; la Sibilla prescrive sacrifici |
| 42-155  | Antro della Sibilla, la quale invoca Apollo che esorta Enea a non indugiare; responsi della Sibilla sul futuro; Enea chiede alla Sibilla di fargli da guida per l’oltretomba; Deifobe allora gli dice di trovare un ramo d'oro nel bosco come offerta a Proserpina e di trovare e seppellire un compagno |
| 156-211 | Acate ed Enea ritornano dall’antro e trovano Miseno morto; i Troiani vanno nel bosco per preparare la pira; appaiono alcune colombe ad Enea e lo guidano al ramo d’oro |
| 212-235 | Esequie di Miseno |
| 236-263 | Sacrifici di fronte all’antro dell'Ade; al sorgere del sole Enea e la Sibilla s’introducono nella grotta |
| 264-267 | Invocazione di Virgilio agli dei inferi |
| 268-336 | Inizia il viaggio agli inferi; descrizione del vestibolo, dove sono raggruppate le personificazioni dei mali e tanti mostri bivaccano (la Chimera, l'Idra, i Centauri, le Scille, le Arpie, il centimano Briareo, le Gorgoni e Gerione), arrivo fino a Caronte; la Sibilla dà spiegazioni sulla sorte degli insepolti, ed Enea tra questi scorge Leucaspi e Oronte, i Lici periti nella tempesta marina |
| 337-383 | Enea scorge Palinuro e chiede della sua fine; Palinuro chiede di essere sepolto: la Sibilla gli dice che ci penseranno gli abitanti di quei luoghi sollecitati da prodigi celesti |
| 384-416 | I due proseguono; Caronte li rampogna e attacca Enea perché anima viva: la Sibilla lo fa tacere e gli mostra il ramo d’oro |
| 417-425 | Appare Cerbero, ma la Sibilla la addormenta con una focaccia |
| 426-476 | Appaiono i primi morti nell'Ade vero e proprio, ovvero i bambini e i condannati a morte ingiustamente; poi i suicidi, i morti per amore, tra cui Didone; Enea le parla, ma questa se ne va senza rispondere |
| 477-547 | Incontro coi morti in guerra, tra cui i Troiani: dialogo con Deifobo, il quale racconta la sua fine, causata dall’inganno di Elena; la Sibilla tronca la conversazione esortando Enea a raggiungere in fretta i Campi Elisi |
| 548-627 | I due proseguono e vedono il Tartaro, dove sono i Giganti, i Titani, l’idra, e gli spiriti di coloro che furono malvagi in vita, tra cui Issione, Piritoo, Teseo, Flegias, tutti puniti per le loro nefandezze |
| 628-679 | Ingresso nei Campi Elisi dove sono i ‘beati’; Museo accompagna Enea da Anchise |
| 680-751 | Anchise spiega al figlio la sorte delle anime |
| 752-887 | Anchise illustra la progenie romana: Silvio (successore di Ascanio, figlio di Enea e Lavinia), Proca, Capys, Numitore, Silvio Enea, Romolo, Augusto (791-805), Numa Pompilio, Tullo Ostilio, Anco Marzio, Tarquinio il Superbo, Bruto, i Deci, i Drusi, Manlio Torquato, Furio Camillo, Giulio Cesare, Pompeo, Lucio Mummio, Lucio Emilio Paolo, Catone (Censore o Uticense), Aulo Cornelio Cosso, i Gracchi, gli Scipioni, Caio Fabrizio Luscino, Serrano, i Fabi, Quinto Fabio Massimo Verrucoso; cenni di Anchise su Marco Claudio Marcello, figlio adottivo e genero di Augusto (868-886) |
| 888-898 | Anchise profetizza ad Enea le guerre che dovrà sostenere e lo accompagna all'uscita dell'Ade |
| 899-901 | Enea torna dai compagni, coi quali si imbarca verso Gaeta |

### La guerra latina (libri VII-XII)

#### Libro VII

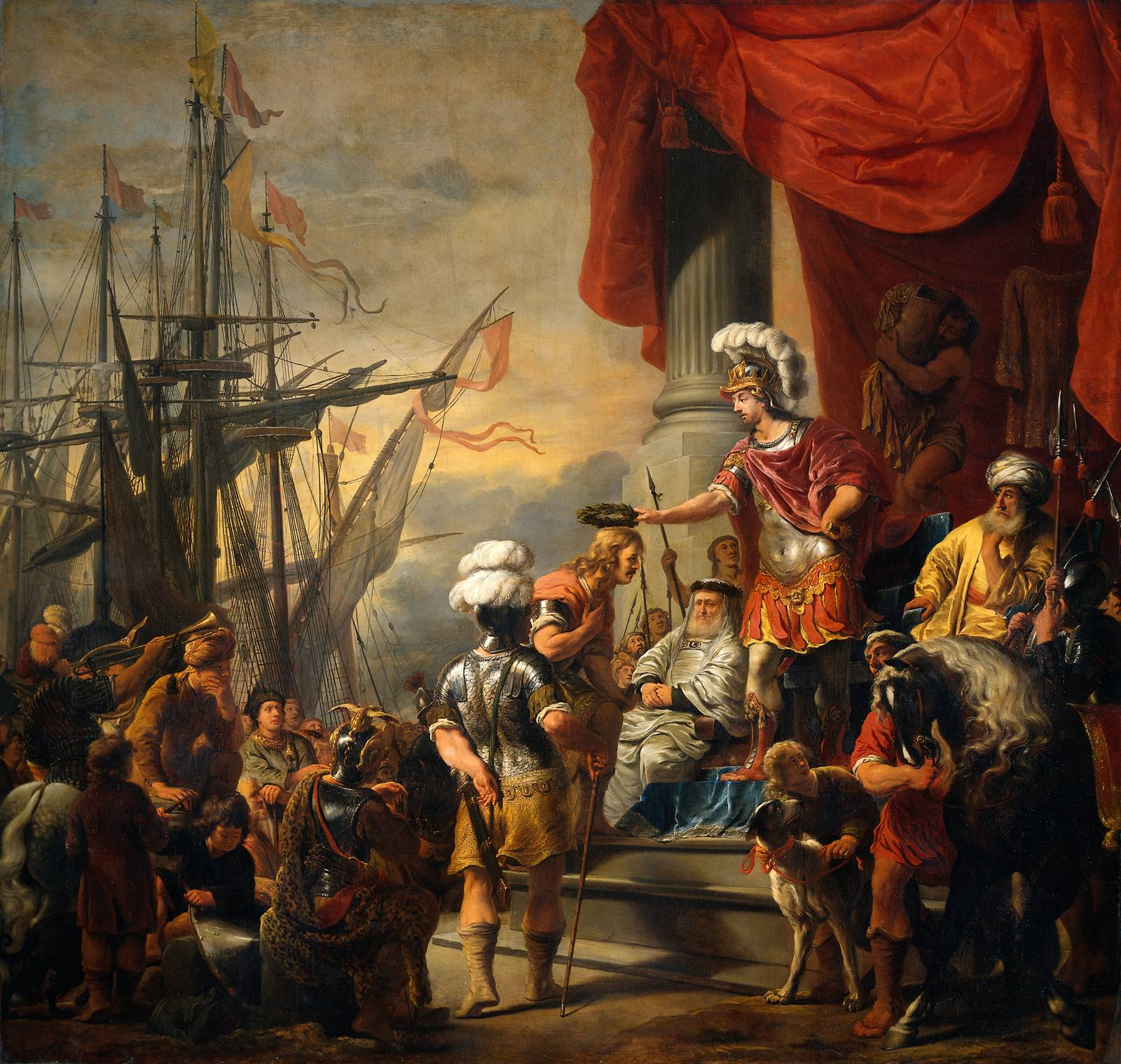
Enea alla corte del re Latino (1661-1663 circa), olio su tela di Ferdinand Bol (Amsterdam, Rijksmuseum).

I troiani salpano da Cuma e giungono in un porto della Campania situato a Nord, qui muore Caieta, la nutrice di Enea, nell'Esperia. Stanchissimi e affamati (tanto da mangiare le mense, piatti di focaccia dura, proprio come avevano previsto le arpie), sbarcano alla foce del Tevere; Enea decide quindi di inviare un ambasciatore di nome Ilioneo al re del luogo, Latino. 
Questi accoglie con favore l'emissario di Enea, e gli dice di essere a conoscenza che Dardano, il capostipite dei Troiani, era nato nella città etrusca di Corito (VII 209: ab sede Tyrrena Corythi). Ilioneo risponde: "Da qui ebbe origine Dardano... Qui Apollo ci spinge con ordini continui" (VII 240).
In ogni caso Latino si mostra favorevole ad accogliere i Troiani perché suo padre, il dio italico Fauno, gli ha preannunciato che l'unione di uno straniero con sua figlia Lavinia avrebbe generato una stirpe eroica e gloriosa: per questo motivo il re aveva in precedenza rifiutato di concedere Lavinia in moglie al giovane re dei Rutuli, Turno, anche lui semidio (in quanto figlio della ninfa Venilia): la volontà degli dei si era manifestata anche attraverso prodigi. La piega che gli eventi stanno prendendo non piace a Giunone che con l'aiuto di Aletto, una delle Furie, rende geloso Turno e spinge la moglie del re, Amata, a fuggire nei boschi con la figlia e a fomentare l'odio verso gli stranieri nella popolazione locale. L'uccisione del giovane valletto latino Almone, colpito alla gola da una freccia durante una rissa fra Troiani e Italici provocata dalla Furia, scatena la guerra: Turno, nonostante il parere contrario di Latino, raduna un esercito da inviare contro i Troiani. Il suo alleato principale è Mezenzio, il re etrusco di Cere, cacciato dai sudditi per la sua crudeltà: vi sono poi, tra gli altri, Clauso, principe dei Sabini, alla testa di un corpo militare particolarmente imponente; i due semidei italici Ceculo e Messapo, figli rispettivamente di Vulcano e Nettuno; Ufente, capo degli Equi; Umbrone, condottiero dei Marsi e noto serparo; Virbio, giovane re di Aricia e nipote di Teseo; la vergine guerriera Camilla, regina dei Volsci.
Sinossi con numero dei versi
| 1-7     | Sepoltura di Caieta; Enea riparte |
| 8-24    | I Troiani passano vicino all’isola di Circe |
| 25-36   | I Troiani avvistano la foce del Tevere all’alba, e si fermano |
| 37-45   | Invocazione di Virgilio a Erato |
| 45-106  | Racconto sulle origini del re Latino; Turno vuole in sposa Lavinia, ma i presagi divini fanno esitare Latino; quest’ultimo chiede auspici all’oracolo di Fauno, il quale gli dice di dare in sposa la figlia a un genero straniero che sta per arrivare |
| 107-147 | Magro banchetto dei Troiani, e quindi avverarsi della profezia di Celeno; preghiere di Enea cui rispondono tre lampi di Giove |
| 148-285 | Nuovo giorno; ambasciata per la pace inviata a Latino mentre Enea costruisce una cittadella fortificata; Latino accoglie i Troiani e chiede cosa lo spinga a lui; Ilioneo risponde che il volere degli dei li ha condotti in quei luoghi; Latino pensa agli oracoli di Fauno, li accoglie benevolmente e chiede di far venire Enea esponendo a loro il vaticinio; di seguito il re ricambia i doni |
| 286-375 | Giunone scorge le sorgenti case dei Troiani, se ne duole e promette come ‘dote’ a Lavinia una guerra; poi si dirige da Aletto e la esorta a portare discordia; la Furia si dirige nel Lazio e corrompe Amata, moglie di Latino, la quale si lamenta col marito per aver privato Turno della mano di Lavinia, ma il re non si fa convincere                                                         |
| 376-405 | Amata impazzisce per la città e porta sua figlia nella foresta; le altre donne sono colpite dalla medesima Furia e la raggiungono in una specie di baccanale |
| 406-474 | Aletto va da Turno prendendo le sembianze della sacerdotessa di Giunone, esortandolo a guerreggiare coi Troiani, ma il giovane la deride; Aletto s’infuria e lo corrompe, facendo sì che dichiari guerra |
| 475-539 | Aletto si dirige sui troiani; Ascanio sta cacciando, e la Furia fa in modo che egli ferisca a morte un cervo sacro; i contadini allora si armano e i Troiani accorrono da Ascanio: combattimento tra le due parti |
| 540-571 | Aletto va trionfante da Giunone e torna agli inferi su suo ordine |
| 572-600 | Giunone fa scoppiare definitivamente la guerra, mentre Latino si dispera e scaglia una maledizione su Turno |
| 601-640 | Apertura delle porte del tempio di Giano da parte di Giunone, poiché Latino non vuole farlo; preparativi della guerra |
| 641-646 | Invocazione alle Muse |
| 647-817 | Presentazione dei condottieri italici: Mezenzio col figlio Lauso, Aventino, Catillo, Cora, Ceculo, Messapo, Clauso, Aleso, Ebalo, Ufente, Umbrone, Virbio, Turno, Camilla |

#### Libro VIII

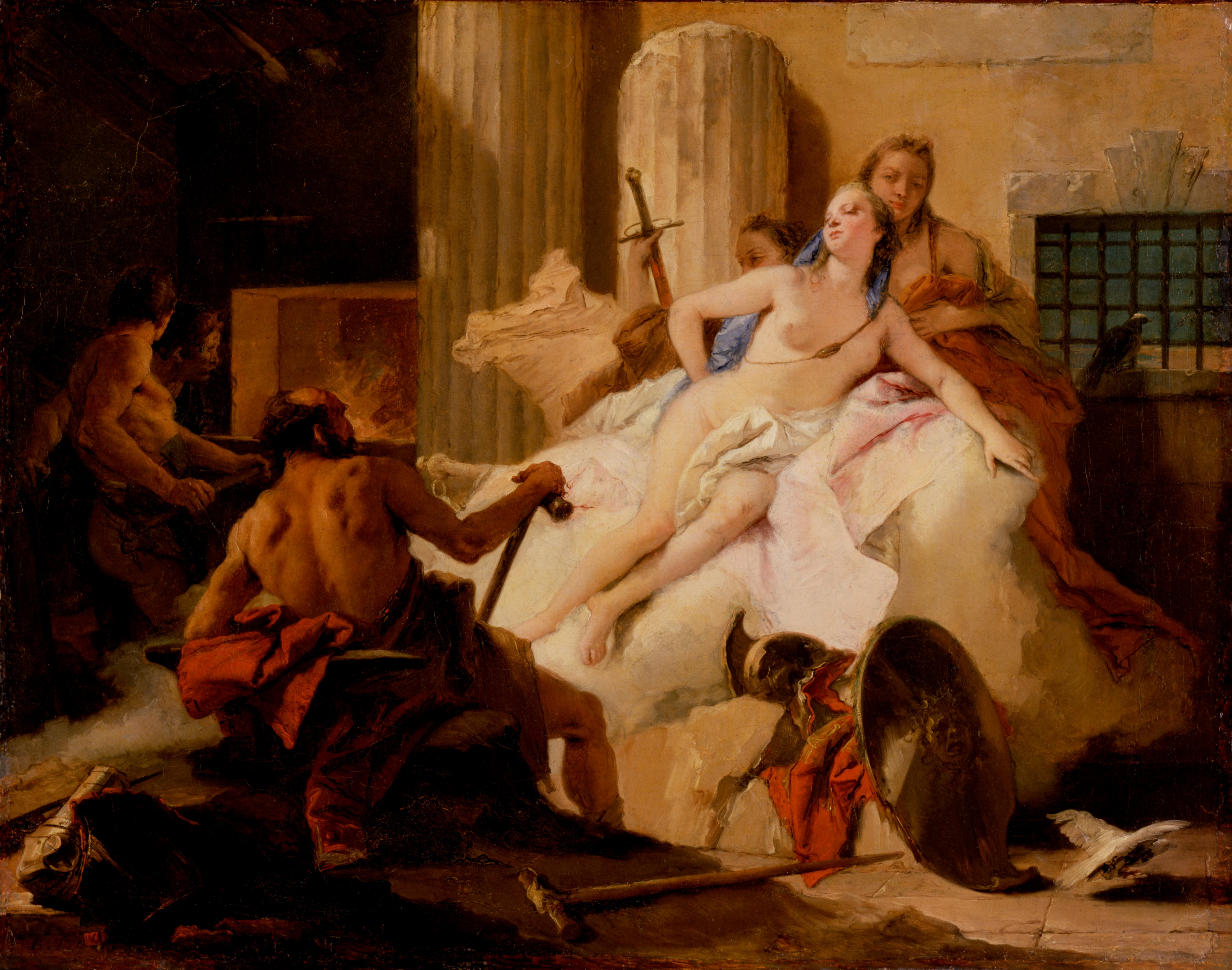
Venere nella grotta di Vulcano chiede le armi di Enea, dipinto di G. B. Tiepolo (1765-1770; Filadelfia, Museum of Art).

Mentre guarda le truppe nemiche che si radunano sulla sponda opposta del Tevere, Enea cade addormentato e in sogno gli appare il dio del fiume Tiberino che, dopo avergli annunciato che lì suo figlio Ascanio fonderà una città di nome Alba, gli suggerisce di allearsi con Evandro, principe di una cittadina del Palatino. Il giorno successivo Enea risale il fiume ed entra nella città. Qui il figlio di Evandro, Pallante, lo riceve benevolmente. Enea, parlando al re, gli ricorda il comune antenato dei loro due popoli Atlante, e gli chiede aiuto. Evandro risponde che Tarconte, capo di tutti gli Etruschi, ha riunito i reggitori delle varie città, coi loro eserciti, per condurre una guerra proprio contro Turno e Mezenzio, ma affiderebbe volentieri il comando delle operazioni a Enea. Il capo troiano accetta e si dirige immediatamente verso "le spiagge del re etrusco"; Tarconte lo riceve nel proprio "campo" federale che si trova presso il bosco del dio Silvano. In quei pressi Venere consegna a Enea armi divine e soprattutto uno scudo opera di Vulcano, su cui sono rappresentate scene della futura storia di Roma, dalla nascita di Romolo e Remo al trionfo di Augusto dopo la vittoria di Azio.
Sinossi con numero dei versi
| 1-17    | I Laziali si muovono |
| 18-96   | Enea si corica; gli appare il Tevere in figura di vecchio e gli predice il futuro (fondazione di Alba) e gli dice di cercare l’alleanza di Pallante; Enea allora prega le Ninfe e lo stesso Tevere e prende con sé una coppia di biremi. |
| 97-183  | A mezzogiorno arrivano presso la città di Evandro; gli Arcadi stanno celebrando un rito; Pallante si fa loro incontro e li accompagna dal padre; Enea e Pallante si scambiano parole amichevoli; banchetto.                              |
| 184-279 | Evandro racconta la storia di Caco per spiegare il rito dell’Ara Massima che stanno celebrando. |
| 280-305 | Sera; altro banchetto, in onore di Ercole. |
| 306-368 | Ritorno in città; Evandro racconta dell’origine del luogo. |
| 369-453 | Notte; Venere va da Vulcano e gli chiede delle armi per Enea; Vulcano si dirige in un’isola siciliana dove ha l’officina e comincia il lavoro.                                                                                           |
| 454-546 | Risveglio e incontro tra Enea, Evandro e Pallante; Evandro promette l’aiuto di un’alleanza etrusca e affida Pallante ad Enea perché possa maturare sotto il suo esempio; segni divini; Enea torna alle navi.                             |
| 547-584 | Enea rispedisce metà uomini indietro per portare notizie; gli altri li prende con sé per cercare altri alleati; saluto caloroso di Evandro.                                                                                              |
| 585-607 | Partenza del drappello. |
| 608-731 | Venere porta le armi al figlio; descrizione dello scudo (626-728), tra cui sono rappresentati la lupa, gli eroi delle origini, Catilina, Catone, Augusto, Antonio, Cleopatra.                                                            |

#### Libro IX

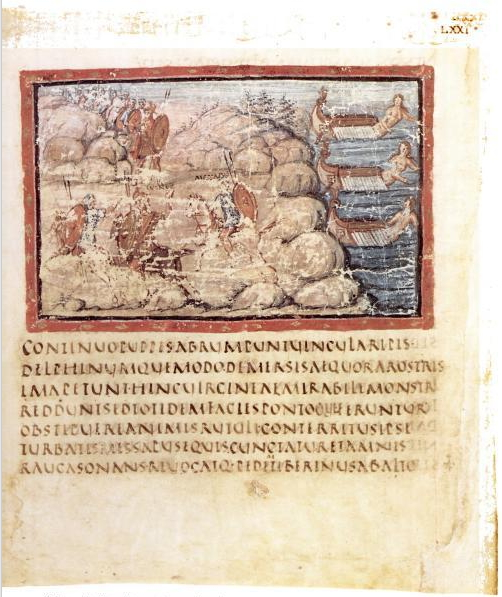
Miniatura con l'episodio delle navi troiane trasformate in ninfe.

Mentre Enea si trova in Etruria, presso Tarconte, la dea Iride va ad avvisare Turno che "Enea è giunto fino alla lontana città di Corito (Tarquinia) e sta assumendo il comando della banda degli agresti Etruschi confederati" (IX,9). Turno allora, approfittando dell'assenza di Enea, sferra un assalto contro l'accampamento troiano, ma i Troiani riescono a resistere. Turno vuole bruciare le loro navi, ma grande è il suo stupore quando vede emergere, nel posto dove esse si trovavano, una moltitudine di Ninfe. Capisce allora che non è il momento di attaccare i Troiani, perché significherebbe inimicarsi gli dei. Dà quindi ordine di porre assedio al campo troiano a quattordici giovani condottieri del suo esercito (ciascuno dei quali è alla testa di un contingente composto da altri cento giovani) e agli uomini di Messapo.
Nella stessa notte, gli inseparabili amici Eurialo e Niso si propongono di raggiungere Enea attraversando le linee nemiche. Entrano nel campo dei Rutuli, che trovano tutti addormentati, e decidono di farne strage. A iniziarla è Niso che armato di spada colpisce un alleato molto caro a Turno, ovvero il re e augure Ramnete, sorpreso a russare un sonno particolarmente affannoso fra i tappeti ammucchiati a mo' di pagliericcio, e tre suoi servi, tutti adolescenti; le vittime successive sono lo scudiero e l'auriga di Remo, e il condottiero stesso, decapitato di netto da Niso che lascia il busto sul letto facendo quindi intridere di sangue il terreno sottostante; e appresso al signore, il troiano recide la testa anche ad alcuni guerrieri del suo gruppo, tra cui l'insigne giovinetto Serrano, disteso al suolo per l'effetto soporifero dell'abbondante gozzoviglia alla quale si era dato dopo aver allegramente giocato a dadi. La strage ai danni degli italici viene proseguita da Eurialo, le cui vittime sono uomini di basso lignaggio. Uno di essi, Reto, svegliatosi improvvisamente, cerca di fuggire, venendo però anch'egli ucciso da Eurialo.
Usciti dall'accampamento dei Rutuli, Eurialo e Niso vengono intercettati da un gruppo di cavalieri italici guidati da Volcente e costretti a nascondersi: Volcente cattura Eurialo e lo uccide, sicché Niso viene allo scoperto per vendicare l'amico e si scaglia contro il suo assassino, riuscendo a ucciderlo, ma muore subito dopo, trafitto dalle armi degli uomini di Volcente.
Turno, infuriato per l'incursione compiuta da Eurialo e Niso, attacca nuovamente il campo dei Troiani. Ascanio si rende autore del suo primo atto d'eroismo militare trafiggendo mortalmente Numano, il cognato di Turno. Questi furibondo distrugge la palizzata, uccidendo i due giganteschi fratelli Pandaro e Bizia. Il re rutulo entra quindi nel campo nemico e fa strage di troiani in fuga: solo l'eroico Linceo cerca di assalire Turno con la spada snudata ma, prevenutolo, il Rutulo gli fa volare via di spada la testa con l'elmo mandando a giacere il busto a terra; rimbrottati dai loro capi i Troiani assalgono Turno che viene circondato dalle lance ed è costretto a tuffarsi nel Tevere per mettersi in salvo (in seguito ritornerà dai suoi compagni trasportato dalla corrente).
Sinossi con numero dei versi
| 1-24    | Giunone manda Iride presso Turno per esortarlo ad attaccare il campo troiano. |
| 25-175  | L’esercito di Turno avanza; i Troiani si preparano a difendere l’accampamento da dentro le mura; tentativo di incendio degli assedianti; excursus su un giuramento di Giove ai tempi della guerra di Troia; le navi troiane si trasformano in ninfe; Turno volge a proprio favore il prodigio ed ordina ai suoi di riposarsi; Messapo ordina le pattuglie, mentre i Troiani danno i turni alle loro sentinelle.                               |
| 176-313 | Eurialo e Niso sono di guardia, ma decidono di andare ad avvisare Enea dell’assedio; i due vanno all'assemblea dei capi troiani per avvisarli: i capi lodano ed acconsentono, con Ascanio che promette grandi doni. |
| 314-366 | Eurialo e Niso escono e s’introducono nelle tende nemiche, facendo quindi strage di guerrieri addormentati. |
| 367-458 | Un’ambasceria di Turno, guidata da Volcente, sta tornando al campo e scorge Eurialo e Niso, i quali fuggono nel bosco; Eurialo si perde; Niso prosegue salvo poi accorgersi dell’assenza del compagno: decide di tornare a cercarlo; Niso trova Eurialo catturato e decide di attaccare; Volcente, non scorgendo l’autore delle uccisioni, trafigge Eurialo; Niso allora si getta verso l’amico e cade a sua volta dopo aver ucciso Volcente. |
| 459-502 | Nuovo giorno; Turno prepara l’esercito e fa infilzare le teste di Eurialo e Niso su due picche; la madre di Eurialo si dispera e si getta fuori dalle mura, ma viene poi presa a forza dai Troiani. |
| 503-524 | Inizia l’attacco. |
| 525-529 | Invocazioni alle Muse. |
| 530-818 | Continua l’assedio; Turno incendia una torre; insulti di Numano ai troiani, ucciso però da una freccia di Ascanio al suo primo atto bellico; Apollo assume le sembianze di un vecchio e invita Ascanio a non combattere più; i Rutuli prevalgono; Turno uccide Pandaro; i Troiani indietreggiano ma Mnesteo infonde loro ardore; Turno, incalzato dal nemico, si salva gettandosi nel Tevere.                                                 |

#### Libro X

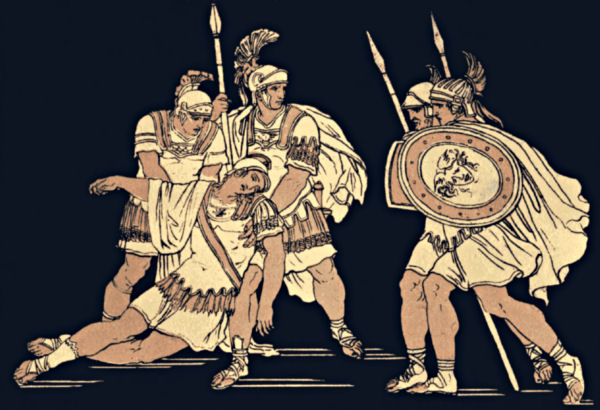
Enea col cadavere di Lauso, incisione di Bartolomeo Pinelli.

Nel frattempo sull'Olimpo è in atto un duro scontro tra gli dei: Giove è irritato per lo scoppio della guerra, Giunone addossa la colpa ai Troiani e Venere implora Giove di non abbandonarli proprio mentre sono circondati da forze molto più numerose delle loro.
Enea, intanto, ha assunto il comando della Lega Etrusca, e alla testa dell'esercito imbarcato sulla flotta federale, assieme a Tarconte, torna dal territorio etrusco alla foce del Tevere: egli è accompagnato anche dagli Arcadi di Pallante e da Cupavone e Cunaro coi loro Liguri. Quando lo vedono riapparire i Troiani, ancora assediati nel loro campo, riacquistano fiducia. Turno muove l'esercito italico contro il nemico ma Enea, forte dello scudo di Vulcano e della protezione di Venere, è di fatto inarrestabile. Egli si slancia contro i nemici dapprima con la spada, e con essa uccide il gigantesco e coraggioso Terone, per poi ferire mortalmente il giovane Lica. Subito dopo abbatte due fratelli armati di clava, Cisseo e Gia, il cui padre era originario della Grecia, e Faro, con una lancia scagliatagli nella bocca aperta. Si fa allora eroicamente avanti una coppia di guerrieri latini, Cidone e Clizio, legati da un rapporto omoerotico: Enea stende morto il più giovane dei due, Clizio, ovvero colui che aveva preso l'iniziativa, mentre Cidone viene salvato dall'intervento dei sette figli di Forco che si frappongono improvvisamente tra lui ed Enea, il quale è costretto a chiedere al fedele Acate le lance, che scaglia sui suoi assalitori uccidendone un paio, Meone e Alcanore; un terzo fratello, Numitore, ferisce Acate in maniera non grave.
Enea e Acate si allontanano mentre i combattimenti riprendono più cruenti di prima: in campo italico si mettono in evidenza Clauso e Messapo. Pallante fa strage di alcuni giovani guerrieri, tra cui i due valorosi gemelli latini Laride e Timbro, figli di Dauco: con la spada decapita Timbro e recide la mano destra a Laride, abbandonandolo moribondo sul terreno. Poi uccide Aleso, l'antico auriga di Agamennone, stabilitosi in Italia dopo la guerra di Troia. Viene quindi affrontato da Turno in duello: sull'Olimpo Ercole, invocato dal giovane prima dello scontro, chiede a Giove se la sua vita possa essere risparmiata, ma il padre ricorda l'inevitabilità del fato: "Stat sua cuique dies, breve et inreparabile tempus/ Omnibus est vitae" (" A ciascuno è dato il suo giorno, il tempo della vita/ è breve e irreparabile per tutti ", Aen. X, 467-468). Turno uccide Pallante, spogliandolo poi del balteo.
Enea, infuriato per la morte del suo amico e alleato, lo vendica scagliandosi sui nemici e facendone scempio: innanzitutto cattura vivi otto giovani per immolarli sulla pira che arderà Pallante; poi abbatte Mago ed altri guerrieri tra cui Ceculo (il semidio figlio di Vulcano), Umbrone, Anxure al quale tronca una mano, e pure un sacerdote di Apollo e di Diana, figlio di tale Emone. Quindi affronta il giovane etrusco Tarquito, schierato con Mezenzio e anch'egli semidio, e con la spada gli spicca via la testa dal busto, facendo infine rotolare i resti del nemico, grondanti di sangue, nella foce del Tevere. Le schiere italiche fuggono terrorizzate, ma Enea prosegue con la carneficina: cadono due fedelissimi di Turno, Anteo e Luca, poi Numa e anche Camerte, il biondo signore di Amyclae, nonché figlio di Volcente. Enea uccide inoltre una coppia di fratelli che avevano osato sfidarlo dal carro insultandolo, Lucago e Ligeri, colpendo il primo all'inguine con la lancia scagliata e buttandolo giù dal carro, mentre all'altro apre il petto con la spada. I Rutuli sono così costretti ad allentare l'assedio al campo dei Troiani, che finalmente possono intervenire al fianco di Enea; belle prove vengono offerte da Salio, il giovane sicano di origini greche unitosi a Enea e ai suoi uomini, destinato però a soccombere per mano dell'italico Nealce.
Intanto Giunone, temendo per la sorte di Turno, è riuscita ad allontanare il re rutulo dal campo di battaglia. Enea può così affrontare il tiranno etrusco Mezenzio, che sta facendo a sua volta strage di Troiani, ferendolo con la lancia all'inguine; Lauso, figlio di Mezenzio, accorre in sua difesa, ma viene ucciso da Enea con un colpo di spada al petto: toccato dal gesto eroico del giovane, l'eroe troiano non infierisce sul suo corpo ma lo fa adagiare sul suo stesso scudo, restituendolo quindi al padre.
Mezenzio inveisce per la morte del figlio e affronta, benché gravemente impedito, il troiano a duello. Enea uccide con un colpo di lancia il cavallo di Mezenzio e quindi il tiranno stesso, spogliandolo poi delle sue armi che appende nel campo di battaglia, come trofeo per Marte.
Sinossi con numero dei versi
| 1-117   | Giove convoca un concilio divino e rimprovera gli altri dèi per aver scatenato la guerra; Venere si lamenta del comportamento di Giunone e prega che venga salvato almeno Ascanio; Giunone si adira; Giove si limita a dire che non interverrà |
| 118-147 | Assedio dei Rutuli |
| 147-214 | Enea sta tornando in nave, accompagnato dagli alleati etruschi e liguri: Màssico, Abante, Asìlas, Astyr, Cùnaro, Cupavóne, Ocno, Auleste |
| 215-250 | Cala la notte; a Enea appaiono le ninfe originate dalla metamorfosi delle navi, lo avvisano dell'assedio e gli predicono grandi imprese |
| 251-275 | Enea prega Cibele e avvisa gli alleati; arrivo all'accampamento |
| 276-605 | Turno incoraggia i suoi; sbarco di Enea; Turno manda all’attacco i Rutuli; inizia la battaglia; Pallante viene sfidato a duello; Turno uccide Pallante; Enea fa strage di nemici |
| 606-632 | Discussione tra Giove e Giunone; Giove le concede di salvare, per il momento, Turno |
| 633-688 | Giunone crea un’immagine di Enea e la fa fuggire dinanzi a Turno, il quale la insegue fin su una nave: allora la dea fa andare in mare aperto la stessa, con rammarico di Turno per aver abbandonato i suoi; Turno tenta di tornare alle spiagge e in seguito di suicidarsi, ma Giunone lo frena entrambe le volte e lo riporta alla sua città, Ardea |
| 689-746 | Gesta di Mezenzio, il quale tra gli altri uccide Orode che, morente, gli predice la morte |
| 747-761 | Continua la battaglia |
| 762-832 | Scontro tra Mezenzio ed Enea: Lauso, figlio del primo, interviene quando vede che il padre è ferito, ma viene ucciso da Enea |
| 833-908 | Mezenzio sta medicando la ferita, quando i compagni gli riportano il corpo del figlio; il tiranno etrusco si fa portare il cavallo per tornare da Enea; scontro tra i due, e Mezenzio viene ucciso |

#### Libro XI

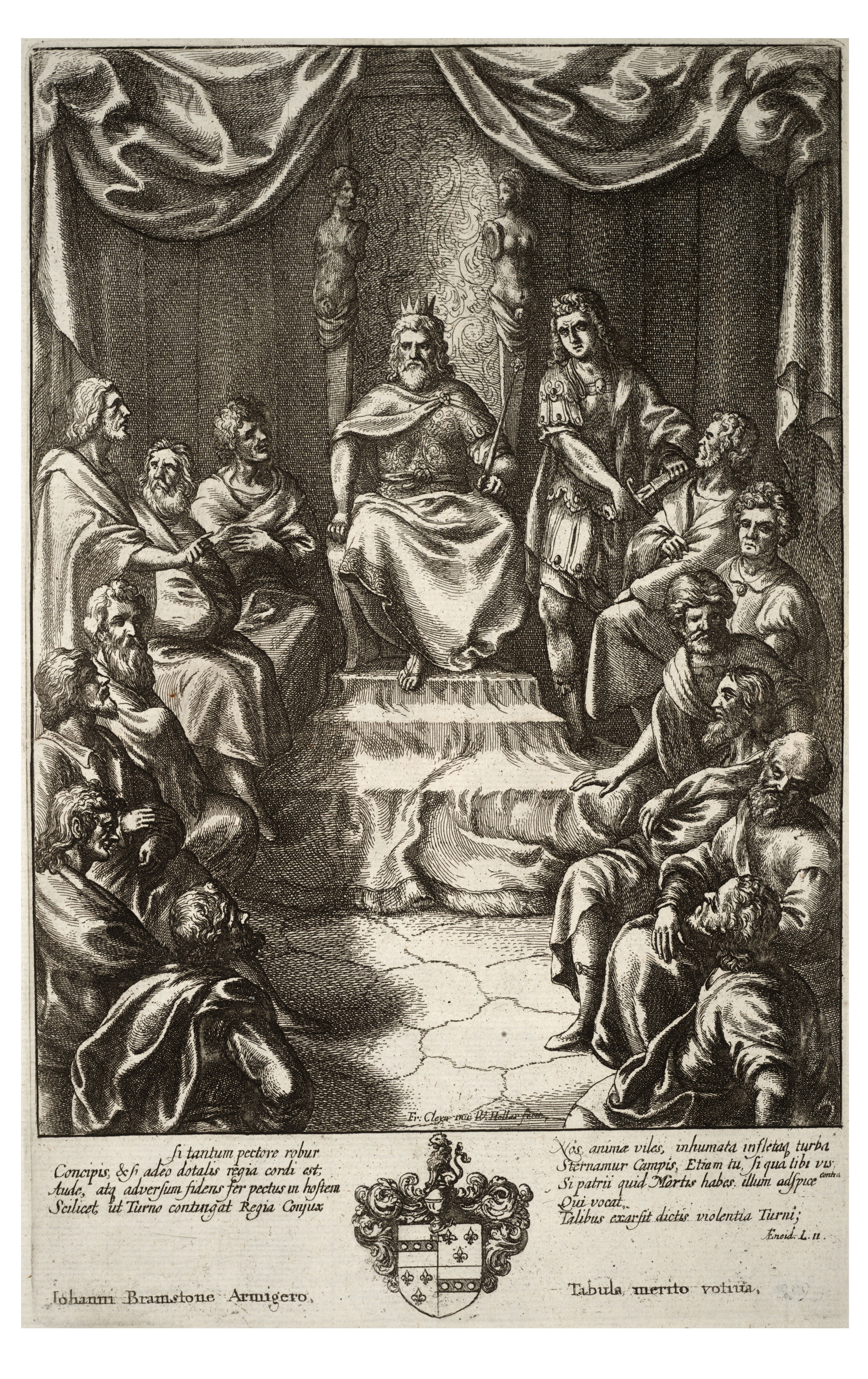
Il concilio di Latino, incisione di Wenceslaus Hollar.

Dopo le celebrazioni per la vittoria su Mezenzio, Enea riporta il corpo di Pallante nella sua città per le esequie, e il padre Evandro chiede che sia vendicato. Enea cerca, intanto, accordi anche con Arpi la grande città fondata da Diomede ai piedi del Gargano. Il re Latino chiede una tregua ai Troiani e si giunge ad un accordo in base al quale vengono decisi dodici giorni di sospensione delle ostilità, per consentire lo svolgimento dei riti funebri di tutti i caduti. Enea, che rispetta Latino memore del fatto che gli avesse offerto la mano della figlia, propone di porre fine alla guerra e di risolvere la questione con un duello tra lui e Turno. Il rutulo rifiuta però la proposta, e dunque il conflitto riprende. Tarconte assale il giovane tiburtino Venulo che viene ucciso dopo aver cercato disperatamente di resistere; in aiuto delle forze latine interviene la cavalleria dei Volsci guidata dalla guerriera Camilla. Nel corso dei combattimenti il giovane etrusco Arunte insidia la vergine che compie stragi, e, dopo averla vista inseguire il troiano Cloreo che attirava l'attenzione per gli ornamenti d'oro, scaglia l'asta e la coglie in pieno petto; Camilla muore, dopo aver inviato la compagna Acca ad avvisare Turno. La dea Diana allora la vendica facendo uccidere Arunte dalla ninfa Opi. L'esercito italico è costretto a ritirarsi lasciando Enea padrone del campo.
Sinossi con numero dei versi
| 1-99    | Sorge l’alba; offerta agli dei da parte di Enea, che poi ordina di seppellire i morti; Enea manda il corpo di Pallante a Evandro con solennità |
| 100-138 | Delegazione latina per raccogliere i morti, ben accolta da Enea; Drance loda Enea e critica Turno; le due parti concordano dodici giorni di pace e tagliano gli alberi per le pire funebri |
| 139-181 | La città di Evandro si prepara ad accogliere Pallante; Evandro si dispera |
| 182-202 | I Troiani accendono le pire |
| 203-224 | Funerali anche presso i Latini |
| 225-446 | Latino convoca un’assemblea, proponendo la pace e l'assegnazione di un territorio ai Troiani; Drance attacca Turno e auspica le nozze di Lavinia con Enea, provocando così Turno, il quale reagisce con asprezza lanciando una sfida ai Troiani, ricordando che ritirarsi sarebbe disonorevole |
| 446-531 | Enea muove il campo verso la città; Turno esorta i suoi a prepararsi alla battaglia; preparativi dei Latini; Camilla chiede a Turno di poter attaccare i Troiani, e questi le rivela la tattica da seguire (un’imboscata in una stretta valle)                                                 |
| 532-596 | La ninfa Opi viene inviata da Diana presso Camilla |
| 597-835 | I Troiani e gli Etruschi si avvicinano; scontro tra le cavallerie; imprese di Camilla e delle sue compagne; Tarconte rampogna i suoi e uccide Venulo; Arunte colpisce mortalmente Camilla; riprende più aspra la battaglia                                                                     |
| 836-867 | Su ordine di Diana, Opi uccide con una freccia Arunte; ritorna poi sull'Olimpo |
| 868-895 | I Rutuli si ritirano incalzati dai Troiani, tra la disperazione delle donne latine |
| 896-915 | La notizia della disfatta viene riportata a Turno da Acca, compagna di Camilla; Enea e Turno vanno entrambi verso la città; cala la notte |

#### Libro XII

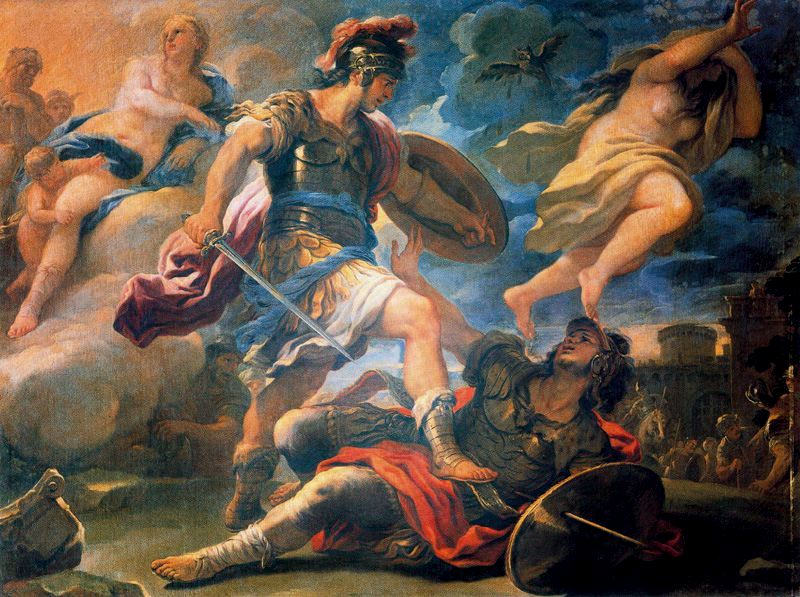
Il duello di Enea e Turno, olio su tela di Luca Giordano (1688; Firenze, Palazzo Corsini al Parione).

Vista la difficile situazione, Turno accetta la sfida a duello lanciatagli da Enea, nonostante l'opposizione di Latino e della regina Amata. Giunone interviene nuovamente, convincendo la ninfa Giuturna, sorella di Turno, a radunare l'esercito e mandarlo all'attacco. Il duello è così rinviato e i due eroi si rituffano nei combattimenti. Enea viene ferito da un dardo vagante alla coscia, e Venere deve intervenire per ridargli vigore con una pianta medicinale, il dittamo di Creta. Durante la sosta forzata di Enea i suoi luogotenenti riescono a controllare egregiamente la situazione, soprattutto Acate e Gia, che decapitano rispettivamente Epulone e Ufente: nella mischia muore poi l'augure italico Tolumnio, colui che aveva violato la tregua. La ferita di Enea viene curata e il capo troiano può ritornare a combattere.
Enea e Turno, alla guida dei rispettivi eserciti, fanno macello dei rispettivi nemici. Memorabili alcune uccisioni: il rutulo Sucrone, che Enea ferma colpendolo al fianco con la lancia per poi spezzargli con la spada le costole intere una volta caduto al suolo; i fratelli troiani Amico e Diore, uccisi da Turno e poi appesi, con le teste recise, al loro carro; il masso scagliato contro Murrano da Enea che lo catapulta giù dal cocchio e lo fa morire dilaniato dai suoi stessi cavalli che, dimenticatisi di lui, credevano si trattasse di un nemico caduto. Tra le vittime del re rutulo c'è anche Darete.
Intanto Amata, credendo che Turno sia morto, si toglie la vita, impiccandosi. Lavinio è assediata dalle truppe e subisce un principio d'incendio. Quando Turno vede che è la sorella, travestita da auriga, ad aizzare i soldati a spezzare la tregua interviene, ordinando alle truppe di fermarsi. La mischia si scioglie e finalmente i due eroi si trovano faccia a faccia per il duello. Gli dei decidono di non intervenire, e anche Giuturna e Giunone sono costrette da Giove a interrompere le loro trame.
Enea, scagliata una lancia contro Turno, vince lo scontro ferendo gravemente il nemico: poi sguaina la spada affilata da entrambe le parti e con essa muove verso lo sconfitto, ma si arresta quando Turno lo implora di rendere il suo corpo al padre Dauno ("Tu puoi usar la tua sorte. Ma se del misero padre un pensiero può ancora toccarti, ti prego [...], pietà della vecchiezza di Dauno e, sia pur corpo privo di vita, se questo ti piace, rendimi ai miei. Hai vinto [...]. Di più non voglia il tuo odio"). Quando però vede su di lui il "balteo", cinturone che Turno aveva strappato a Pallante dopo averlo ucciso, la pietà viene meno e prevale la vendetta. Enea affonda la spada nel petto di Turno - che muore emettendo l'anima con un rantolo atroce.
Così ha termine, un po' bruscamente, il poema; manca la parte dove Enea sposa Lavinia e si riappacifica con gli Italici, i quali permetteranno quindi ai Troiani di poter finalmente stabilirsi nel Lazio e trascorrere la loro esistenza nella nuova terra
Sinossi con numero dei versi
| 1-106   | Turno s’infiamma nel vedere i Latini disfatti; dialogo tra Turno, Latino e Amata; Turno si arma |
| 107-112 | Enea manda emissari a Latino per dettare le condizioni di pace |
| 113-133 | Nuovo giorno; gli eserciti si fanno incontro l’un l’altro |
| 134-161 | Giunone contempla il campo dal monte Albano; Giunone si rivolge a Giuturna, ninfa e sorella di Turno, e la esorta a provare a salvare il re rutulo |
| 162-215 | Riunione e sacrifici dei re al centro del campo; Enea propone i patti, accettati da Latino, che prevedono una sfida tra lui e Turno |
| 216-382 | Esitazione dei Rutuli nel vedere Turno malinconico; Giuturna allora, sotto spoglie umane, incoraggia gli italici; Giuturna fa apparire un prodigio per rincuorali ancora di più; Tolumno dà inizio allo scontro, rompendo i patti; Enea prova a bloccare i suoi, ma viene colpito da un dardo e deve essere medicato; Turno sale sul carro e fa strage di nemici |
| 383-441 | Enea rientra all'accampamento e Iapige tenta di curarlo; Venere inserisce del dittamo nel catino di Iapige ed Enea viene curato; Enea fa un discorso ad Ascanio e torna alla battaglia |
| 441-499 | Gesta di Enea; i Rutuli arretrano; Giuturna sale sul carro di Turno per trarlo in salvo; Enea fa strage di nemici |
| 500-504 | Invocazione di Virgilio |
| 505-553 | Gesta di Enea e di Turno |
| 554-592 | Venere ispira a Enea l’idea di attaccare la città; Enea convoca i suoi e ordina di appiccare il fuoco, per il mancato rispetto del patto |
| 593-613 | Amata non vede più Turno e, disperata, si suicida; costernazione della città |
| 614-696 | Turno si preoccupa per la città; Giuturna prova a convincerlo a continuare la lotta in quel lato del campo, ma Turno non vuole essere macchiato dal disonore; Sace invita Turno a tornare alle mura; Turno chiede a Giuturna di lasciarlo e salta giù dal carro; Turno invita i suoi a smettere la battaglia per combattere lui solo contro Enea                 |
| 697-790 | Enea si fa incontro a Turno; duello tra i due; si spezza la spada di Turno, il quale fugge inseguito dall’altro; Giuturna dà una spada al fratello |
| 791-842 | Giove vieta a Giunone di causare altre disgrazie ai Troiani; Giunone acconsente ponendo benevole condizioni che Giove accetta volentieri |
| 843-886 | Giove impone a Giuturna di lasciare Turno al suo destino |
| 887-952 | Enea affronta Turno e lo ferisce con l’asta; Turno implora Enea per il proprio corpo e il padre Dauno; Enea uccide Turno |

## Personaggi
Gli dei presenti nel poema sono:

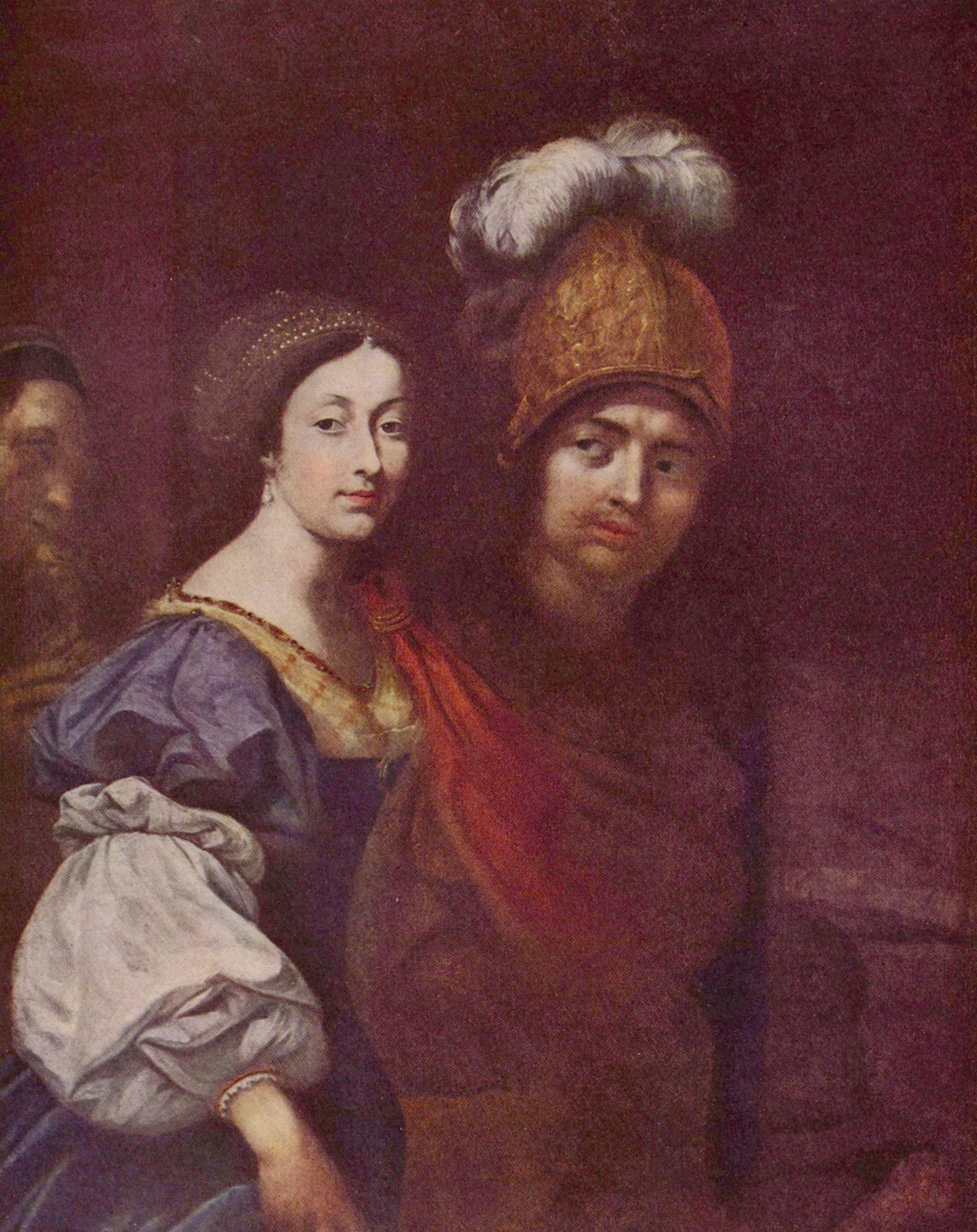
Enea e Didone (1670 circa), olio su tela di Karel Škréta (Praga, Galleria Nazionale).

- Venere, dea madre di Enea che nel racconto figura come sua protettrice e anche come colei che fa sbocciare l'amore tra il capo troiano e Didone
- Giunone, divinità protettrice di Cartagine e avversa da sempre ai troiani e quindi anche a Enea
- Giove, garante del Volere e del Fato: è, in questo poema, più che un dio, un'entità astratta assai imparziale che rappresenta l'equilibrio
- gli altri dèi dell'Olimpo (Apollo, Diana, Mercurio, Cupido, Iride, Vulcano, Pallade), la ninfa Opi e divinità minori come le Dire, che sono strumenti per attuare il volere maggiore
- gli dèi marini, Nettuno e Anfitrite col loro corteo di tritoni e nereidi
- gli dèi degli Inferi, Plutone, Proserpina, Caronte e i mostri dell'Ade (Medusa, la furia Aletto, il dio Sonno, ecc.)
- divinità latine come il dio Saturno, il fiume Tevere, Pico, Fauno e Giuturna, la sorella di Turno divenuta ninfa
- Ercole, il semidio figlio di Zeus assurto poi a dio, a colloquio col genitore sull'Olimpo nel libro X (mentre nel libro VIII viene rievocata la sua lotta contro Caco)
- Cibele, la gran madre degli dèi che trasforma le navi di Enea in ninfe.
- Ascanio, figlio di Enea.

Inoltre appare Eolo, presentato come il re dei venti, secondo la versione prevalente (e non una divinità vera e propria, come invece in qualche altro testo classico).
Il personaggio principale è il principe troiano Enea, eroe pius ossia devoto e rispettoso della religione e dunque uomo caro alla maggior parte degli dei. Enea è un guerriero valoroso e un capo maturo e responsabile. Si sottomette completamente al volere degli dei, si prende cura della famiglia (la sposa, il figlio, il vecchio padre) e dei suoi soldati, è leale e risoluto, ma ha momenti di debolezza, incertezza e dubbio. Per il resto, Enea incarna le virtù dei grandi personaggi romani:
1. onestà
2. coraggio
3. lealtà
4. giustizia
5. clemenza
6. pietas, ovvero devozione verso gli dèi e rispetto verso gli uomini
7. pazienza
8. alto senso civico ed esaltazione dei valori di cittadino romano (quelli che Augusto stava cercando di ripristinare)

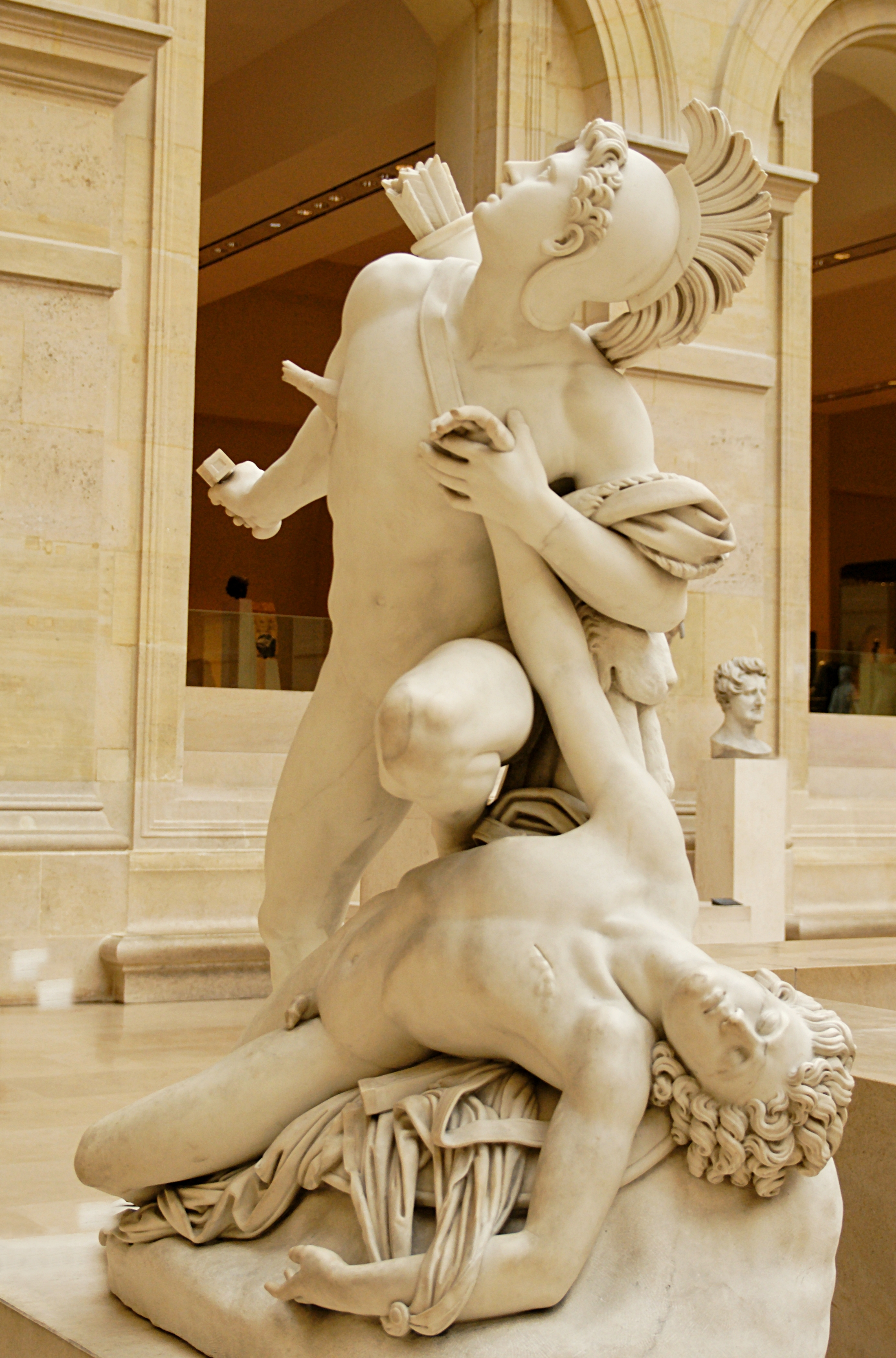
Eurialo e Niso (1827) di Jean-Baptiste Roman (Parigi, Louvre).

La pietas, una delle doti di Enea, rappresenta il senso del dovere, la devozione, il rispetto delle norme che regolano i rapporti tra gli dei e tra gli uomini. Solo occasionalmente l'eroe cede alla ferocia, come quando priva il giovane Tarquito della sepoltura, impedendo in tal modo all'anima del nemico morto di raggiungere i cancelli dell'Ade.
Enea inoltre non rispecchia fedelmente i modelli omerici, Achille ed Ulisse. Infatti non è curioso ma cerca solo di adempiere al fato che lo fa andare avanti (labor = fatica), è valoroso ma non cerca guerre (labor = guerra).
Nel secondo libro del poema largo spazio viene dato ai familiari di Enea durante la descrizione della caduta di Troia, col prodigio divino per Ascanio, la scomparsa di Creusa e l'azione determinante di Anchise, che convincerà il figlio Enea a non cercare una morte gloriosa ma un destino diverso per i suoi discendenti.
Nel quarto libro a Enea si contrappone la figura tragica ed eroica della regina Didone, che prima cerca di trattenerlo presso di sé a Cartagine, con doni e favori ma poi, abbandonata, si suicida con la spada dell'esule troiano, invocando vendetta.
A partire dal settimo libro l'antagonista principale di Enea è Turno, il giovane re dei Rutuli, promesso sposo di Lavinia, a tratti feroce in guerra, ma mai presentato come figura negativa. Turno è anch'egli un uomo animato da profonda religiosità, tratta con grande rispetto i genitori della promessa sposa e lo si vede spesso in ansia per la sorte del proprio popolo: l'unico suo tratto poco nobile è una certa tendenza all'ostentazione. Agli antipodi di Enea sta semmai il maggior alleato di Turno, Mezenzio, per il suo spregio verso dei e nemici: tuttavia la morte di suo figlio Lauso rivelerà anche in quest'uomo apparentemente insensibile alcuni tratti di insospettata umanità.
L'Eneide è anche il poema degli eroi giovanissimi, strappati troppo presto alla vita per colpa della guerra: il poeta mette sempre in risalto le loro uccisioni, siano essi di parte troiana e filotroiana (Eurialo e Niso, Corebo, Pallante, Salio, tra i tanti) o italica (Camilla, Umbrone, Clizio, Lauso, Camerte, Lica, il cortigiano Almone, i gemelli Laride e Timbro, il bellissimo Serrano, e molti altri ancora).

## Ambienti
L'ambientazione è molto differente in quanto ci sono luoghi che vanno dall'Asia alla Grecia, con descrizioni dell'Africa settentrionale, della Sicilia e dell'Italia. Da un lato si hanno paesaggi naturali descritti molto attentamente, dall'altro le mitiche città antiche. Queste sono mostrate o fiorenti o ancora in fase di costruzione o come premonizioni di futuri monumenti e città: particolare importanza assumono le residenze reali, dalla reggia di Troia a quella fenicia di Didone fino a quella rustica di Latino. Molto dettagliata è la descrizione del sito dove sorgerà la futura Roma o di luoghi dove sorgeranno templi o oracoli, come l'antro della Sibilla cumana.

## Il contesto dell'opera

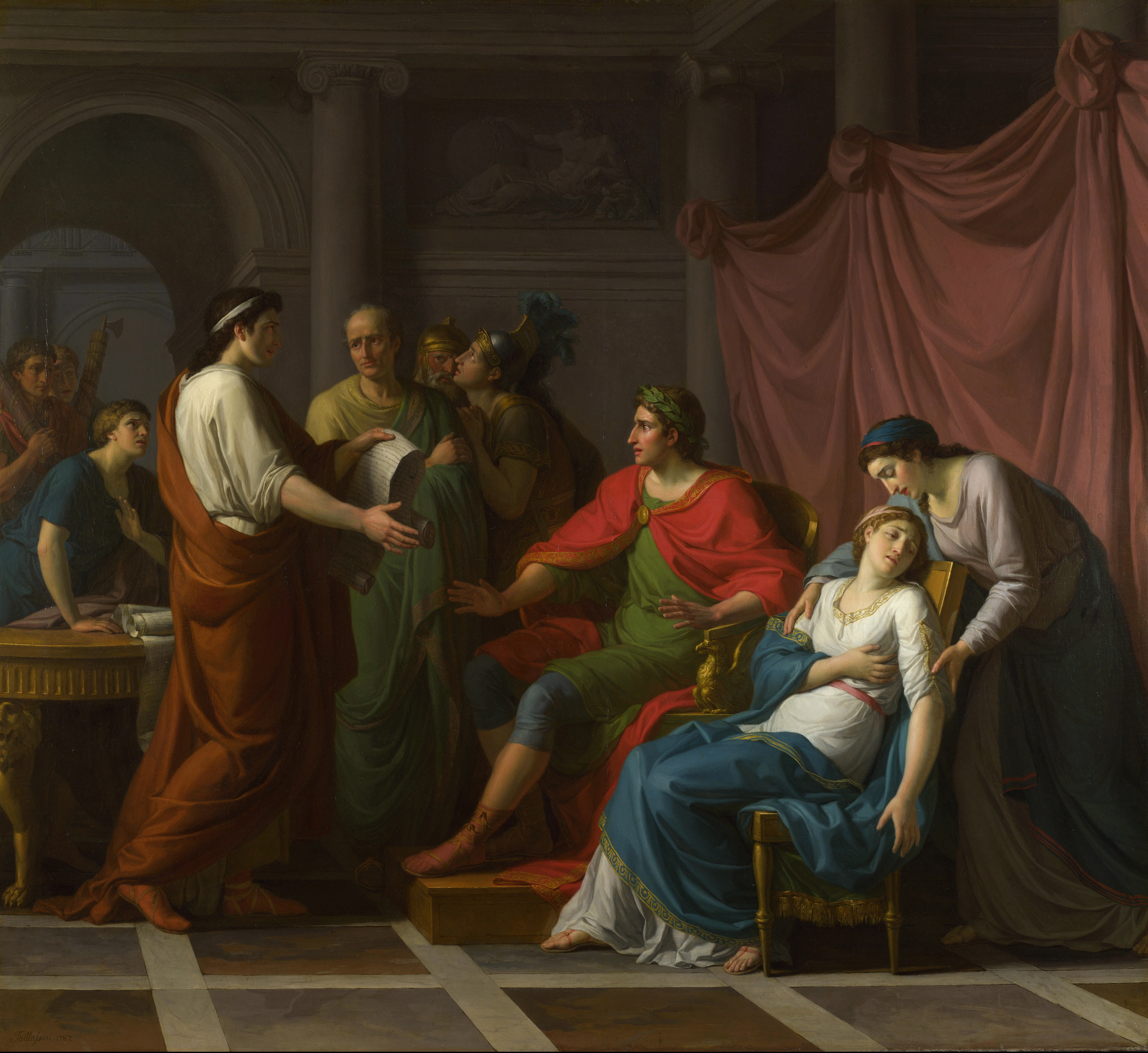
Virgilio legge l'Eneide ad Augusto e Ottavia (1787), olio su tela di Jean-Joseph Taillasson (Londra, National Gallery).

Il poema è stato composto in un periodo in cui a Roma stavano avvenendo grandi cambiamenti politici e sociali: la Repubblica era caduta, la guerra civile aveva squassato la società e l'inaspettato ritorno ad un periodo di pace e prosperità, dopo parecchi anni durante i quali aveva regnato il caos, stava considerevolmente mutando il modo di rapportarsi alle tradizionali categorie sociali e consuetudini culturali. Per reagire a questo fenomeno, l'imperatore Augusto stava tentando di riportare la società verso i valori morali tradizionali di Roma e si ritiene che la composizione dell'Eneide sia specchio di questo intento. Enea infatti è tratteggiato come un uomo devoto, leale verso la sua gente e attento alla crescita di essa, piuttosto che preoccupato dei propri interessi. Egli ha iniziato un percorso che porterà alla fondazione ed alla gloria di Roma.
Con l'Eneide, inoltre, si tenta di legittimare l'autorità di Giulio Cesare e, per estensione, di suo figlio adottivo Augusto e dei discendenti, dato che discendevano dalla Gens Iulia, l'antica gens di Enea. Quando Enea compie il proprio viaggio nel mondo sotterraneo dei morti riceve una profezia riguardo alla futura grandezza dei suoi imperiali discendenti. Più in là avrà in dono da Vulcano un'armatura e delle armi, tra le quali uno scudo decorato con immagini dei personaggi che daranno lustro a Roma, primo fra tutti Augusto. Alcune anticipazioni si riscontrano poi in senso onomastico, soprattutto nei personaggi secondari: il miglior amico di Ascanio, Ati, è l'avo di Azia, madre di Ottaviano Augusto; dai quattro luogotenenti troiani di Enea che partecipano alla gara navale, Cloanto, Mnesteo, Gia e Sergesto, traggono la loro origine altrettante famiglie romane (i Cluenzi, i Memmi, la gens Gegania e i Sergi); in campo italico il principe sabino Clauso diventerà il progenitore della gens Claudia (destinata a fondersi con quella Iulia tramite il matrimonio che unirà Livia Drusilla ad Augusto), mentre non lasciano figli, ma sono destinati anch'essi a entrare in qualche modo nella storicità per il perpetuarsi della memoria dei loro nomi, Remo, Lamiro, Lamo, Serrano - i quattro giovani rutuli decapitati nel sonno da Niso - con Remo fratello di Romolo, la gens Aelia Lamia, il soprannome Serranus per alcuni membri degli Attilii. In questo il poeta non fa distinzioni tra vincitori e sconfitti.
Si può inoltre rivolgere l'attenzione al rapporto tra Troiani e Greci che si riscontra all'interno dell'Eneide. I Troiani secondo il poema furono gli antenati dei Romani, mentre gli eserciti greci, che avevano assediato e saccheggiato Troia, erano i loro nemici: tuttavia, all'epoca in cui l'Eneide è stata scritta, i Greci facevano parte dell'Impero romano e, pur essendo un popolo rispettato e considerato per la sua cultura e civiltà, erano di fatto un popolo sottomesso. Virgilio risolve questo problema sostenendo che i Greci avevano battuto i Troiani solo grazie all'inganno del cavallo di legno, e non con una battaglia in campo aperto: in questo modo l'onore e la dignità dei Romani restavano salvi.

## Temi trattati nel poema
Il testo dell'Eneide è quasi interamente dedicato alla presentazione del concetto filosofico della contrapposizione. La più facile da riscontrare è quella tra Enea che, guidato da Giove, rappresenta la pietas intesa come devozione e capacità di ragionare con calma, e Didone e Turno che, guidati da Giunone, incarnano il furor, ovvero un modo di agire abbandonandosi alle emozioni senza ragionare. Altre contrapposizioni possono essere facilmente individuate: il Fato contro l'Azione, Roma contro Cartagine, il maschile contro il femminile, l'Enea simile ad Ulisse dei libri I-VI contro quello simile ad Achille dei libri VII-XII.
La pietas era il valore più importante di ogni onesto cittadino romano e consisteva nel rispetto di vari obblighi morali: nella dimensione privata verso la famiglia e gli avi, nella dimensione pubblica verso gli dei e lo Stato. Virgilio insiste sulle forti relazioni presenti tra padri e figli: i legami tra Enea e Ascanio, Anchise ed Enea, Laocoonte e i due figlioletti, Evandro e Pallante, Mezenzio e Lauso, Dauco e i suoi figli gemelli, sono tutti in vario modo degni di essere attentamente valutati. Molta rilevanza nel poema ha anche il sentimento dell'amicizia al maschile tra commilitoni (Eurialo e Niso, Cidone e Clizio, Enea e Acate, Turno e Ramnete, Turno e Murrano); che talora può sconfinare nell'eros. Il poema riflette evidentemente gli intenti della riforma morale intrapresa da Augusto e quindi intende presentare una serie di edificanti esempi alla gioventù romana.
Il principale insegnamento dell'Eneide è che, per mezzo della pietas, si deve accettare l'operato degli dei come parte del destino. Virgilio tratteggiando il personaggio di Enea allude chiaramente ad Augusto e suggerisce che gli dei realizzano i loro piani attraverso gli uomini: Enea doveva fondare Roma, Augusto deve guidarla, ed entrambi devono sottostare a quello che è il loro destino. È il Fato che affida ad Enea il compito di generare la stirpe romana. L'eroe virgiliano è consapevole, pensoso, non privo di dubbi e interiormente combattuto tra le scelte che le proprie responsabilità lo obbligano a compiere (salvare i compagni e dare loro una patria) e quelle che compirebbe seguendo i propri sentimenti. Si tratta di un eroe diverso da quello omerico, sicuro nel fare ciò che impone il senso del dovere. Di fondamentale importanza sono i versi del VI libro celebranti la missione di Roma (vv. 851-853):  Tu regere imperio populos Romane memento / (hae tibi erunt artes) pacisque imponere morem, / parcere subiectis et debellare superbos ("Tu col tuo potere reggerai i popoli, Romano, ed imporrai equo costume di pace, queste saranno le tue arti, risparmiare i sottomessi e debellare i superbi").

## Lo stile
L'Eneide, come gli altri poemi epici classici, è scritta in esametri dattilici, il che significa che ogni verso ha sei piedi composti da dattili e spondei. La metrica del poema ricopre la stessa funzione delle rime usate dai poeti moderni: è un modo per rendere la composizione più gradevole all'ascolto. Virgilio fa inoltre ampio uso di fenomeni linguistici come l'allitterazione, l'onomatopea, la sineddoche e l'assonanza.

## Il tempo nell'Eneide
Diversamente da quanto accade nell'Odissea di Omero, gli eventi narrati nell'Eneide non presentano una chiara scala temporale. Neppure l'età del figlio di Enea, Ascanio, si rivela utile per fornire qualche indizio in tal senso: nel settimo libro, ad esempio, egli ha un'età tale da permettergli di partecipare ad una battuta di caccia, mentre nel primo libro deve essere ancora molto piccolo tenendo conto che Cupido, avendone preso le fattezze, se ne sta tra le braccia di Didone a scagliare frecce nel suo cuore. Alcuni studiosi suggeriscono che questo uso "nebuloso" del tempo nell'Eneide sia una precisa scelta di Virgilio.

## Tradizioni filosofiche
Virgilio per la stesura dell'Eneide si ispira alla teoria orfico-pitagorica, la quale affermava che l'anima è immortale. Questa si fonda a sua volta sulla dottrina della metempsicosi, che consiste nella trasmigrazione dell'anima dopo la morte in un altro corpo. La prova di questo può essere facilmente riscontrata nel sesto libro, durante la catabasi di Enea accompagnato dalla Sibilla Cumana, quando l'eroe troiano incontra suo padre Anchise che gli mostra quindi i grandi personaggi della futura storia di Roma. L'autore rifiuta quindi l'epicureismo, una filosofia elaborata da Epicuro che si basa sulla credenza che gli uomini siano formati da atomi, che con la morte si disgregano.

## Storia
Lo stile poetico dell'Eneide è raffinato e complesso: la leggenda vuole che Virgilio ne scrivesse solo tre versi al giorno. L'opera è probabilmente incompleta, dato che si presenta come un lavoro non portato a termine: vi sono 58 versi scritti solo a metà, i cosiddetti 'tibicines' o puntelli, e, generalmente, si ritiene che la conclusione dell'opera sia troppo brusca per essere quella effettivamente prevista dall'autore. È abbastanza comune che il testo dei poemi epici si presenti incompleto o con alcune parti di discutibile attribuzione o chiaramente modificate a posteriori: l'Eneide, al contrario, grazie al fatto di essere stata concepita direttamente in forma scritta e non adattata da una precedente tradizione orale, è nel complesso giunta a noi molto più integra di quanto lo siano le opere classiche dello stesso genere. È comunque dubbio se Virgilio intendesse effettivamente completare questi versi, data sia l'evidente difficoltà che si riscontrerebbe nel tentare le modifiche, sia il fatto che spesso la brevità ne aumenta e favorisce l'effetto drammatico. Inoltre era in uso presso la poesia ellenistica limitarsi a dodici libri, invece dei ventiquattro di impostazione classica: si può dunque pensare che Virgilio abbia ripreso questa consuetudine in quanto i Romani non operavano una sostanziale scissione tra la cultura classica e quella ellenistica.
Tuttavia la tradizione vuole che Virgilio, temendo di morire prima di aver terminato la stesura finale del poema, abbia affidato all'amico Vario Rufo il compito di bruciarla dopo la sua morte, motivando quest'ordine col suo stato d'incompletezza e asserendo che il passo del libro VIII sui rapporti matrimoniali di Venere e Vulcano non gli piaceva più. Presumibilmente aveva intenzione di modificare quella scena per adattarla meglio ai valori morali romani. L'amico però disobbedì al desiderio di Virgilio, e Ottaviano Augusto stesso ordinò che non fosse tenuto in considerazione: l'Eneide finì così per essere pubblicata dopo aver subito soltanto modifiche di modestissima entità. Lo scrittore tedesco Hermann Broch trattò tutto questo nel suo romanzo La morte di Virgilio.
Nel XV secolo vi furono due tentativi di scrivere un'aggiunta all'Eneide. Il primo fu quello di Pier Candido Decembrio, ma non fu mai portato a termine. Il secondo, del poeta Maffeo Vegio, godette di un certo successo venendo spesso incluso nelle edizioni rinascimentali del poema col titolo di Supplementum.

## L'Eneidee laDivina Commedia

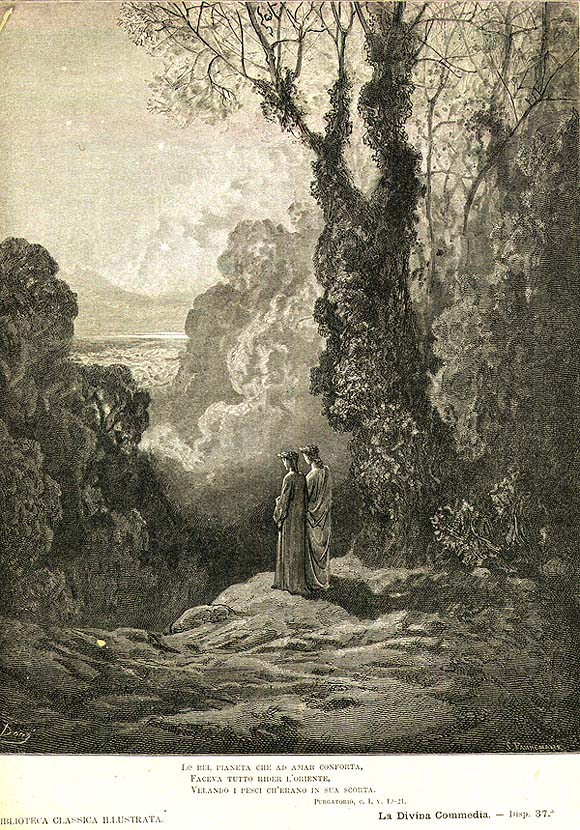
Illustrazione di Gustave Doré per il primo canto del Purgatorio con Virgilio e Dante.

L'Eneide è la fonte che ha maggiormente influito sulla composizione della Divina Commedia di Dante Alighieri. Il Sommo Poeta dichiara, fin dal primo canto dell'Inferno, il proprio debito letterario e stilistico verso Virgilio e la sua opera:
Nell'opera dantesca Virgilio è lo psicopompo del poeta fiorentino nel suo viaggio ultraterreno, per tutto l'Inferno e buona parte del Purgatorio: ciò non deve stupire dato che Dante conosceva approfonditamente l'intera Eneide:
Nel Limbo, Virgilio è accolto onorevolmente dalla scuola dei poeti (Omero, Ovidio, Lucano e Orazio):
Nell'isola del Purgatorio, Dante e Virgilio incontrano l'anima del trovatore Sordello da Goito che, dopo aver riconosciuto Virgilio, si inchina, lo abbraccia, e lo riconosce come padre di quella lingua che, partendo dal latino avrebbe poi dato vita all'italiano:
Salendo il Purgatorio, Dante e Virgilio incontrano l'anima di Publio Papinio Stazio, la cui Tebaide è anch'essa una fonte importante della Divina Commedia. Prima ancora di apprendere l'identità degli interlocutori, Stazio riconosce nell'opera di Virgilio un importante testo di riferimento:
Nella Divina Commedia, i riferimenti ai personaggi, ai luoghi, agli episodi dell'Eneide sono innumerevoli, tra cui: Enea, Turno, Eurialo e Niso, Camilla, Latino, Lavinia, Pentesilea, Caronte, Minosse, Elena, Didone, Sicheo, Cerbero, Flegias, le Arpie, il Minotauro, Pasifae, Teseo, le Gorgoni, Medusa e le Erinni, i Centauri (e.g. Chirone, Nesso), Caco, Ercole, Gerione, Manto, Tiresia, Calcante, Euripilo, Diomede, Ulisse, Penelope, Circe, i Giganti (e.g. Briareo, Tizio, Tifo), Sinone, Ecuba, Antenore, Rifeo; l'Acheronte, lo Stige, il Flegetonte, il Cocito, il Lete. L'episodio di Pier delle Vigne, trasformato in pruno, è in parte calcato su quello di Polidoro, figlio di Priamo ed Ecuba, fatto uccidere proditoriamente da Polimestore; l'umile giunco che cresce sulle rive del Purgatorio ricorda il ramo d'oro raccolto da Enea (entrambi, una volta strappati, ricrescono istantaneamente sempre uguali); come Enea a Troia cerca invano di abbracciare tre volte lo spirito della moglie Creusa, e nei Campi Elisi tre volte cerca invano di abbracciare il padre Anchise, e prima di lui Ulisse, discendendo nell'Erebo, tre volte aveva cercato invano di abbracciare la madre Anticlea, così Dante per tre volte cerca invano di abbracciare l'anima penitente di Casella; e al pari di Palinuro, che aveva implorato la Sibilla affinché lo lasciasse passare sebbene insepolto (richiesta rimasta inesaudita), le anime purganti premono su Dante affinché questi riporti notizie di loro nel mondo e i vivi in stato di grazia preghino per loro agevolando in tal modo il loro passaggio verso il Paradiso.

## Edizioni critiche dell'Eneidepiù recenti
- P. Vergilius Maro. Aeneis, ed. G. B. Conte, Berlin/New York, Walter de Gruyter, 2009 (1ª ed.), 2019 (2ª ed.).
- P. Vergili Maronis Opera, ed. M. Geymonat, Augusta Taurinorum, In aedibus Io. Bapt. Paraviae et Sociorum, 1973; Roma, Edizioni di Storia e Letteratura, 2008.
- P. Vergili Maronis Opera, ed. R. A. B. Mynors, Oxonii, E Typographeo Clarendoniano, 1969.
- P. Vergili Maronis Opera, II. Aeneis, ed. R. Sabbatini, Romae, Typis Regiae Officinae Polygraphicae, 1930, 1937.

## Traduzioni dell'Eneide

### Traduttori in inglese

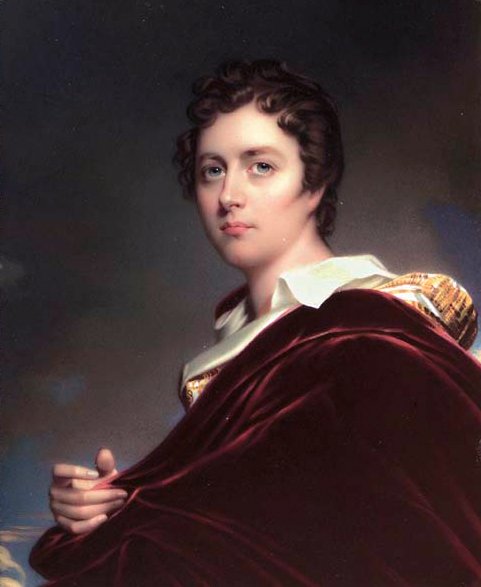
Lord Byron, autore di una traduzione in inglese del poema.

- Frederick Ahl (traduzione in esametri)
- George Gordon Byron
- G.B. Cobbold
- John Conington
- Joseph Davidson (traduzione in prosa)
- Cecil Day Lewis
- John Dryden
- Robert Fagles
- Howard Felperin
- David Hadbawnik
- Rolfe Humphries
- Charles Rann Kennedy
- Anthony S. Kline
- John William Mackail (traduzione in prosa)
- Edward McCrorie
- William Morris
- Henry Owgan
- Sarah Ruden
- Edward Fairfax Taylor
- David West
- Theodore Chickering Williams

### Traduttori in francese
- André Bellessort (traduzione in prosa)
- Jean-Nicolas-Marie Deguerle (traduzione in prosa)
- Jacques Delille
- Pierre-François Guyot Desfontaines (traduzione in prosa)
- Pierre Klossowski
- Jean Mallemans (traduzione in prosa)
- Jacques Poucet (traduzione in prosa, con la collaborazione di Anne-Marie Boxus)
- Octovien de Saint-Gelais (prima traduzione poetica in una lingua volgare, 1500)
- Pierre-François Tissot (traduzione in prosa)
- Paul Veyne (traduzione in prosa)
- Mathieu-Guillaume-Thérèse Villenave e Jean-Augustin Amar Du Rivier (versione in prosa, coi primi otto libri tradotti da Villenave e gli altri quattro da Amar Du Rivier)

### Traduttori in spagnolo
- Enrique de Villena (traduzione in prosa castigliana, 1427-28)
- Gregorio Hernández de Velasco (due traduzioni in versi)
- Rubén Bonifaz Nuño

### Traduttori in ungherese
- István Lakatos

### Traduttori in altre lingue
- Giuseppe Cavallaro, in siciliano (Eneidi Siciliana, 1993)
- Gavin Douglas, in scozzese (Eneados, 1513, prima traduzione in una lingua anglo-frisone)
- Henri Vallienne, in esperanto (Eneido, 1906)

## L'Eneidenel cinema e in televisione
- La leggenda di Enea (1962), film di Giorgio Venturini
- Eneide - Le avventure di Enea (1971), sceneggiato televisivo per la regia di Franco Rossi con versione ridotta per il grande schermo

### Opere di riferimento
- Enciclopedia virgiliana, 6 voll., Roma, Treccani, 1984-91.
- Aa.Vv., Itinerari virgiliani. Raccolta di saggi promossa dal Comitato nazionale per le celebrazioni del bimillenario virgiliano, a cura di Ettore Paratore, Milano, Silvana, 1981.
- Eve Adler, Vergil's Empire, Rowman and Littlefield, 2003.
- Alessandro Barchiesi, La traccia del modello. Effetti omerici nella narrazione virgiliana, Pisa, Giardini, 1984.
- Gian Biagio Conte, The Poetry of Pathos: Studies in Vergilian Epic, Oxford, 2007.
- Francesco Della Corte, La mappa dell'«Eneide», Firenze, La Nuova Italia, 1972.
- K. W. Grandsen, Virgil: The Aeneid (Landmarks of World Literature - Revival), ISBN 0-521-83213-6.
- Philip R. Hardie, Virgil's 'Aeneid': Cosmos and Imperium, ISBN 0-19-814036-3.
- Richard Heinze, Virgil's Epic Technique, traduzione inglese di Hazel & David Harvey e Fred Robinson. Berkeley: The University of California Press, 1993 ISBN 0-520-06444-5.
- Philippe Heuzé, L'image du corps dans l'oeuvre de Virgile, Roma, École Française de Rome 1985, cm.17x24, pp.VIII,675, br.con bandelle, cop.fig. Collection de l'Ecole Française de Rome, 86.
- W. R. Johnson, Darkness Visible: A Study of Vergil's Aeneid, ISBN 0-520-02942-9
- Yoneko Nurtantio, Le silence dans l'Énéide, Brussels: EME & InterCommunications, 2014 ISBN 978-2-8066-2928-9.
- Brooks Otis, Virgil: A Study in Civilized Poetry, Oxford, 1964.
- Kenneth Quinn, Virgil's Aeneid: A Critical Description, Londra, 1968.
- Werner Suerbaum, Vergils Aeneis. Epos zwischen Geschichte und Gegenwart, Reclam, Stuttgart 1999, ISBN 3-15-017618-2 .(Universal-Bibliothek, 17618).

### Opere letterarie ispirate all'Eneide
- Anonimo, Romanzo di Enea, romanzo cavalleresco medievale composto nel 1160 circa.
- Francesco Birardi, La grande missione di Enea, racconti del ciclo troiano per la gioventù, Le Monnier, 1954.
- Guido da Pisa, I fatti di Enea , sezione dell'opera in prosa Il Fiore d'Italia.
- Charles Henry Hanson, The Wanderings of Aeneas and the Founding of Rome, romanzo per ragazzi, T. Nelson, 1884.
- Giovanni Battista Lalli, Eneide travestita, versione burlesca del poema, in ottave.
- Penelope Lively, In Search of a Homeland; The Story of The Aeneid , romanzo per ragazzi, 2001.
- Marilù Oliva, L'Eneide di Didone, Solferino, 2022
- Roberto Piumini, Cuore d'eroe. La storia di Enea, romanzo per ragazzi, Nuove Edizioni Romane, 2012.
- Antonio Spinosa (con Carmine Mastroianni), La grande storia dell'Eneide, Mondadori, 2005.

### Opere teatrali ispirate all'Eneide
- Didone abbandonata (libretto di Pietro Metastasio)
- Enea nel Lazio (libretto di Ferdinando Moretti)